# Artillerietruppe von Wehrmacht und Waffen-SS

Standarte einer Artillerieabteilung der Wehrmacht in Waffenfarbe hochrot

Die Artillerietruppe war eine Waffengattung (im Sinne von Truppengattung) des Heeres der deutschen Wehrmacht sowie der Waffen-SS.

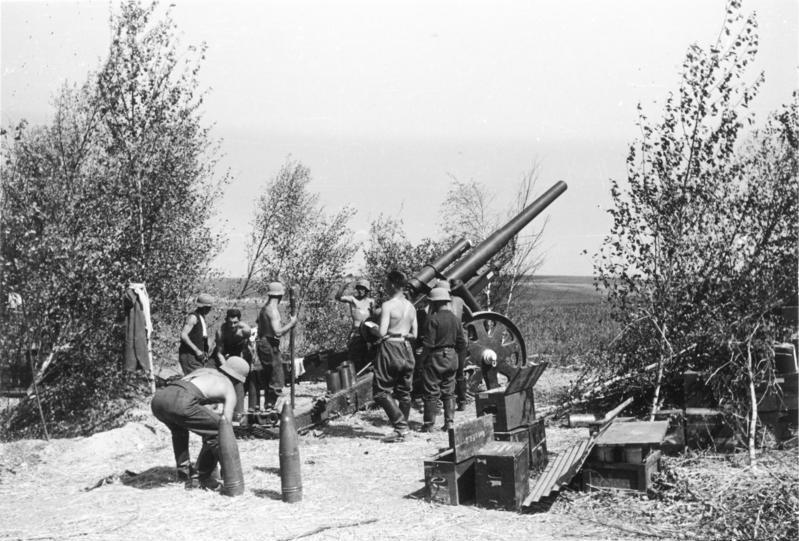
Eine sFH 15 cm in Feuerstellung, Frankreich 1940

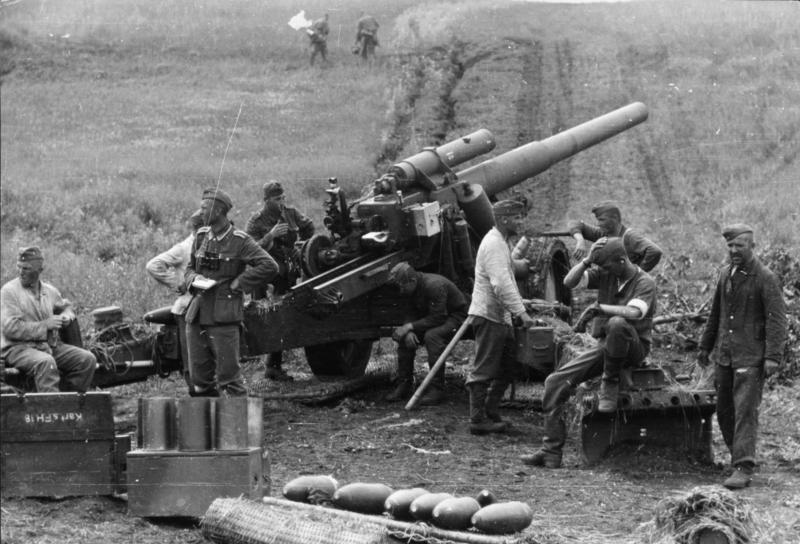
15 cm s.F.H. 18 bei Kursk, Juni 1942

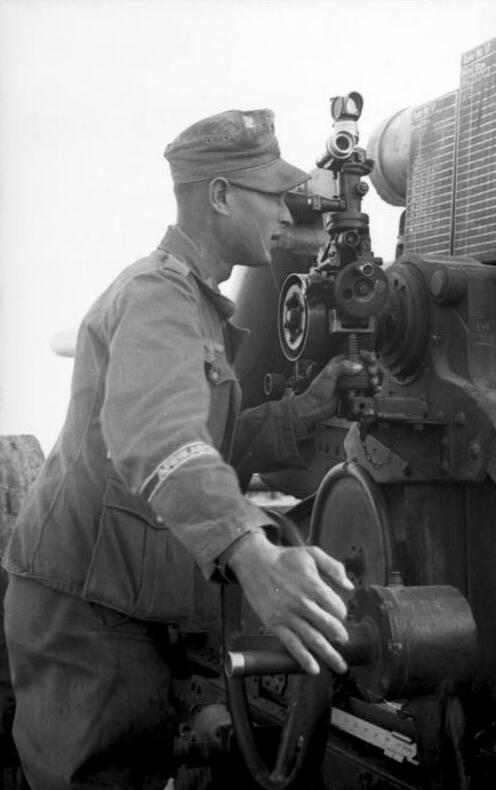
Richtkanonier (K1) am Rundblickfernrohr einer 17-cm-Kanone, Nordafrika 1943

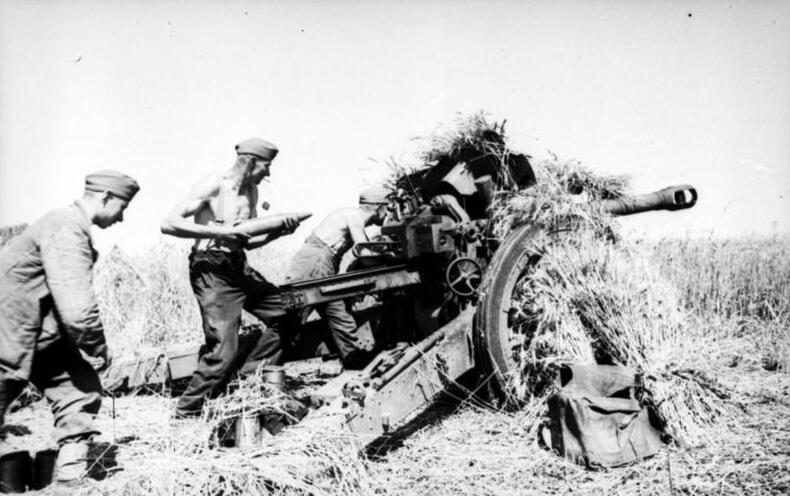
Munitions- und Ladekanoniere, Sowjetunion 1942

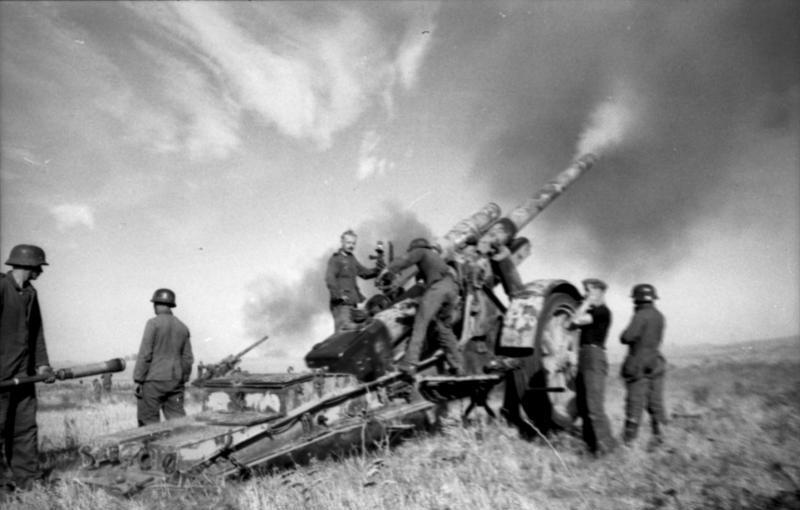
21-cm-Mörser 18 im Feuerkampf, südliche Ostfront im Sommer 1942

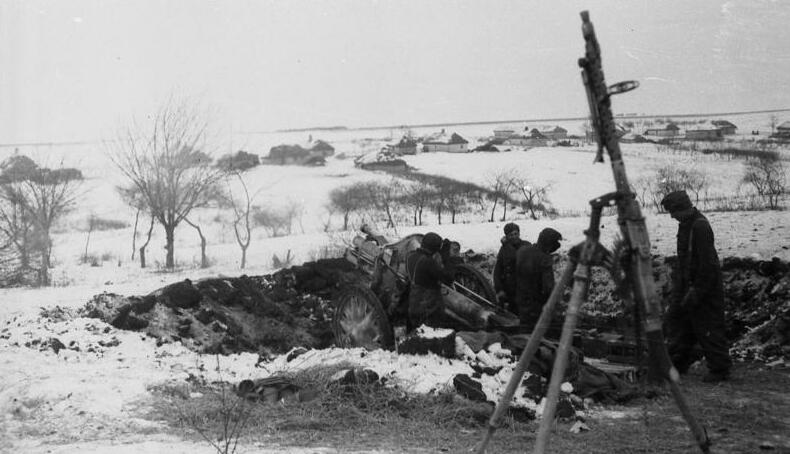
Sicherung der Feuerstellung durch Fla-MG

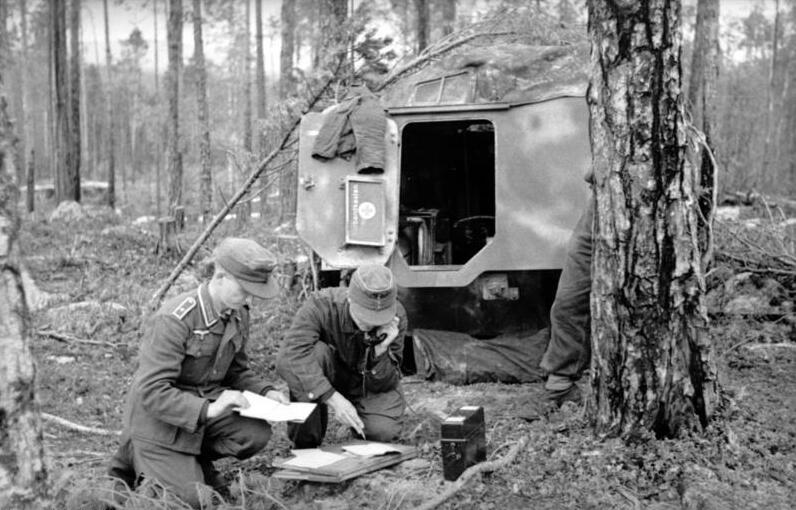
Fernsprechtrupp bei der Verbindungsprüfung

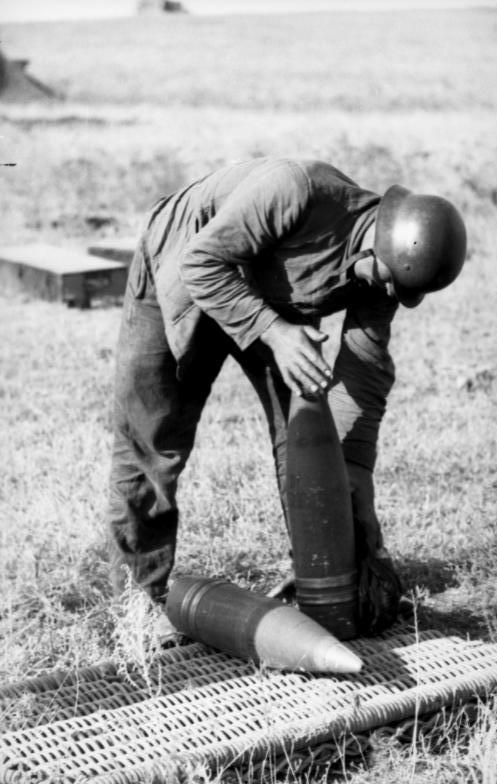
Munitionskanonier beim Einstellen eines Zünders

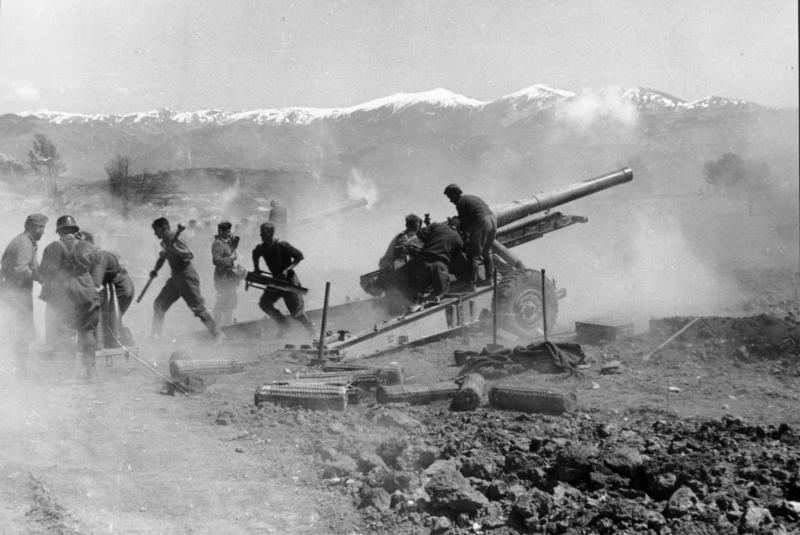
15-cm schwere Feldhaubitze 37 (t) im Feuerkampf, Griechenland 1941

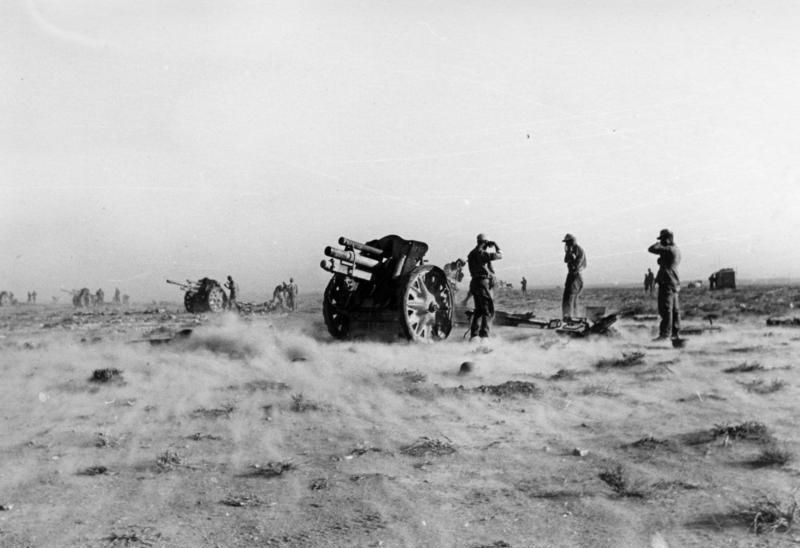
Feldhaubitzen in Feuerstellung, Afrika 1942

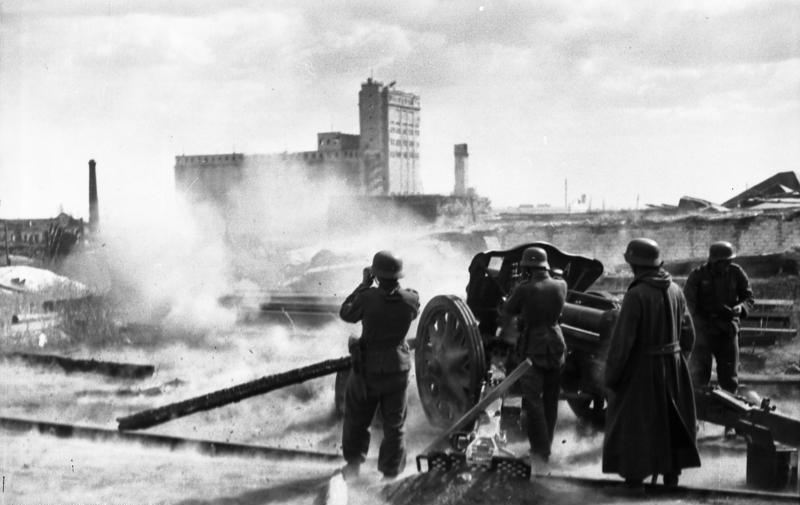
Zum direkten Richten vorgezogene Feldhaubitze, Stalingrad 1942

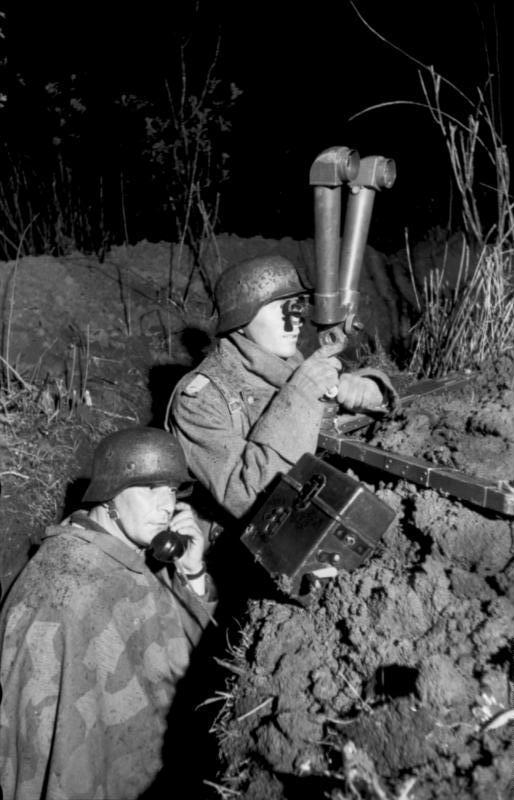
VB-Trupp: Oberleutnant am Scherenfernrohr, Fernmelder mit Feldtelefon

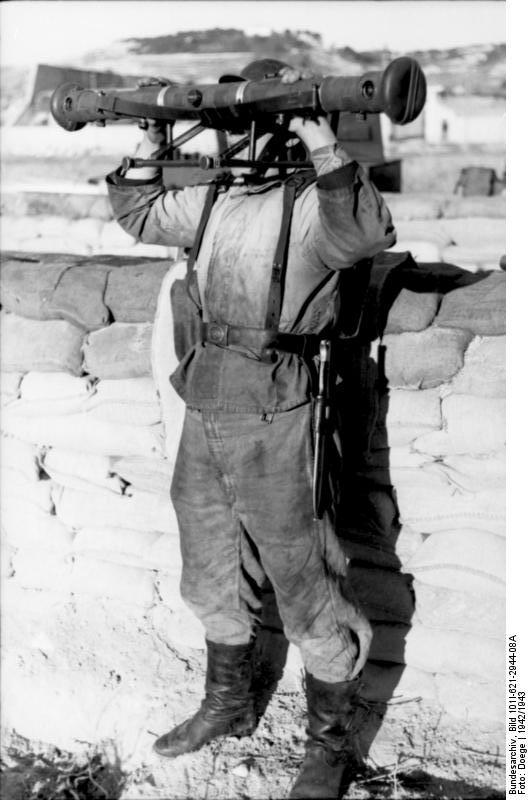
Soldat einer Küstenbatterie mit Entfernungsmesser, vermutlich Frankreich, 1942.

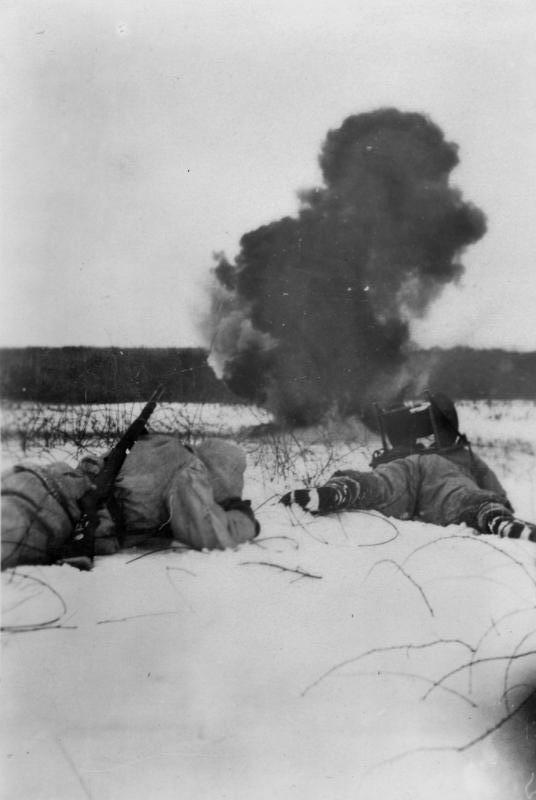
Artillerieeinschlag

## Überblick
1939/40 umfasste die Artillerie der Wehrmacht nach Mobilmachung fast eine halbe Million Soldaten:
|                | Offiziere | Beamte | Unteroffiziere | Mannschaften | Gesamt  |
| -------------- | --------- | ------ | -------------- | ------------ | ------- |
| Friedensstärke | 11.430    | 1.165  | 43.036         | 275.735      | 331.366 |
| Ersatzheer     | 2.670     | 389    | 10.509         | 105.238      | 118.806 |
| Kriegsheer     | 14.100    | 1.554  | 53.545         | 380.973      | 450.172 |

Die Produktion von Geschützen ab Kaliber 7,5 cm betrug:
| 1940  | 1941  | 1942   | 1943   | 1944   |
| ----- | ----- | ------ | ------ | ------ |
| 6.100 | 7.200 | 12.000 | 27.250 | 41.500 |

## Schießende Artillerie

### Rohrartillerie

#### Feldartillerie
Eine Infanterie-Division verfügte über ein Artillerieregiment mit drei leichten – deren Anzahl richtete sich nach den zu unterstützenden Infanterieregimentern der Division – und einer schweren Abteilung zu je drei Batterien. Davon abweichend verfügten die Jäger-Divisionen mit zwei Jäger-Regimentern nur über zwei leichte Artillerie-Abteilungen und keine schwere Artillerie-Abteilung.
Eine Batterie der Feldartillerie bestand typischerweise aus
- dem Batterie-Trupp mit dem Batteriechef im Rang Hauptmann, einem Leutnant als Beobachtungsoffizier und dem Rechentrupp,
- der Nachrichtenstaffel für Einrichtung und Betrieb der taktischen Fernmeldenetze (Fernsprech-/Feldkabelbautrupp, Funktrupps),
- der Geschützstaffel mit vier Feldhaubitzen (A-, B-, C- und D-Geschütz), geführt von einem Leutnant als Batterieoffizier und einem Oberwachtmeister (der Wachtmeister entsprach in der Artillerie dem Dienstgrad Feldwebel), zwei Geschützzügen mit je zwei Geschützgruppen, dem Fliegerabwehrtrupp mit Fla-MG, dem Rechentrupp, einem Melder und einem Sanitäter,
- der Munitionsstaffel,
- dem Gefechtstross unter dem Batterie-Wachtmeister mit dem Schirrmeister, dem Waffen- und Geräte-Unteroffizier, einem Feldküchentrupp und dem Gepäcktross mit Rechnungsführer, Schuhmacher, Schneider und Sattler.

##### Erkundung des Einsatzraums
Nach dem Erhalt des Einsatzbefehls durch seine Abteilung (das Artillerie-Regiment einer Infanterie-Division der 1. Aufstellungswelle verfügte über drei leichte und eine schwere Artillerie-Abteilung, jede Abteilung über drei Batterien) nahm der Batteriechef Verbindung zum Kommandeur des ihm zugewiesenen Kampftruppenverbandes – meist einem Infanterie-Bataillon – auf, übernahm dort die Aufgabe des Artillerie-Verbindungsoffiziers und traf die notwendigen Absprachen, um anschließend seinen Unterführern die notwendigen Erkundungs- und Einsatzaufträge zu erteilen.
Der Vorgeschobene Beobachter (VB) auf der Batterie-Beobachtungs-Stelle (B-Stelle) galt als Auge der Artillerie. Die Erkundung der B-Stelle übernahm der Batterie-Chef daher meist selbst in enger Anlehnung an die zu unterstützende Kampftruppe. Wichtig war eine beherrschende Sicht über die Hauptkampflinie in die Tiefe des feindlichen Stellungsraums sowie gute Tarnung, um nicht selbst entdeckt zu werden.
Die Feuerstellung wurde durch den Batterieoffizier mit einem seiner Zugführer erkundet. Dabei galten folgende Vorgaben:
- Möglichst ebene etwa 100 bis 150 m breite Stellung (bei schweren Batterien 130 bis 180 m).
- Anmarschweg und Stellung der direkten Feindeinsicht entzogen, möglichst Hinterhanglage.
- Unregelmäßig gestaffelte Aufstellung der Geschütze.
- Freies Schussfeld von ca. 500 m in Grundrichtung.

Zu erkunden waren außerdem:
- Die Nah-B-Stelle zur Bekämpfung durchgebrochener Feindkräfte.
- Die Alarmstellung für die infanteristische Nahverteidigung durch die Kanoniere.
- Stellung der Fliegerabwehr-MGs flankierend zu den Geschützen.
- Munitionsablageplatz ca. 200 m hinter der Feuerstellung mit gedeckten Wegen für die reibungslose Anschlussversorgung.
- Wechselfeuerstellung.
- Stellung des Arbeitsgeschützes, ca. 300 m von der Hauptfeuerstellung entfernt.

In Sichtbereich der Geschütze wurde der Richtkreis aufgebaut und nach Lage und Richtung für das spätere Einrichten der Geschütze vermessen. Die Positionen der einzelnen Geschütze wurden durch das Erkundungskommando mit in Grundrichtung ausgerichteten Geschützflaggen markiert.
Der Hauptwachtmeister erkundete mit dem Munitionsstaffelführer die Protzenstellung für die Abstellung der Zug- und Versorgungsfahrzeuge oder -pferde, den Batterietross und den Aufbau der Feldküche.

##### Herstellen der Wirkungsbereitschaft
Rasche Herstellung der Wirkungsbereitschaft galt als entscheidend: „Die sicherste Grundlage des Erfolges ist der Vorsprung in der Gefechtsbereitschaft. Die Artillerie muss schneller feuerbereit sein als die feindliche“
Bis zur Eröffnung des Feuerkampfes galt aus Tarnungsgründen meist Funkverbot.
Unmittelbar nach der Erkundung begann daher der Fernsprechtrupp mit dem Aufbau der überlebenswichtigen Feldkabelverbindung zwischen B-Stelle und Batterie, zum Gefechtsstand der Infanterie und dem Abteilungsgefechtsstand der Artillerie.
Der VB-Trupp nahm Verbindung zum örtlichen Führer der Kampftruppe auf, bezog gedeckt die befohlene B-Stelle, baute das Scherenfernrohr auf und richtete es ein.
Dann wurde die Stellung getarnt, Wirkungsbereitschaft hergestellt und eine Geländeorientierung vorgenommen. Dabei erfasste er die markantesten Geländepunkte auf der mit einem Koordinaten-Gitter versehenen Schießkarte (1:25.000 oder 1:50.000), fertigte eine Beobachtungs-Skizze an, meldete per Handskizze die nicht eingesehenen Räume an die Abteilung zur weiteren Beurteilung, für welche Geländeabschnitte zusätzliche Maßnahmen zur Überwachung befohlen werden mussten und erkundete eine oder mehrere Wechsel-B-Stellen.
Zur Zielortung und Leitung des Feuerkampfes verfügte der VB über
- Schießkarte 1:50.000
- Schießbesteck (metallener Schießhaken mit Winkelmesser in Strich und Entfernungslineal).
- Fernglas mit Stricheinteilung, Scherenfernrohr und binokularen Entfernungsmesser.
- Kompass
- Stoppuhr
- Signalpistole
- Feldfernsprecher und Funkgerät
- Handwaffen (Maschinenpistole, Karabiner, später Sturmgewehr 44 und Panzerfaust) zur Nahverteidigung

Die Geschützstaffel bezog nun die erkundete Feuerstellung:
Die Geschütze wurden von den Abholern des Erkundungstrupps in Empfang genommen, an den markierten Positionen „abgeprotzt“ und im Mannschaftszug in Stellung gebracht, durch die Geschützmannschaften grob in Grundrichtung ausgerichtet und durch die Ladekanoniere (K3, K4) mit Hilfe der Erdsporne festgelegt.
Die Richtkanoniere (K1, K2) richteten Rohr und Richtanlage mit der Libelle zunächst ebenerdig aus, dann richtete der K1 das Rundblickfernrohr auf den Richtkreis und die Ladekanoniere (K3, K4) klappten die Erdsporne der Geschütze ab. Dann eilte der Ladekanonier (K3) zum Richtkreis, um von dort die für sein Geschütz gemessenen Richtungswerte (Richtkreiszahl) zu notieren, während der zweite Ladekanonier (K4) die rot-weiß markierten Richtungsstangen für die spätere Festlegung des Geschützes auspflockte und Rohrwischer und Ladeansetzer bereitlegte. Die Munitionskanoniere (K5, K6) entluden die Munitionsprotzen und legten etwa 10 bis 20 m hinter dem Geschütz die Treibladungen sowie die Granaten und Zünder bereit. Danach verließen die Protzen die Geschützstaffel und bezogen die Protzenstellung. Der Geschützführer überprüfte die Einrichtung des Geschützes und meldete die Wirkungsbereitschaft. Anschließend ließ er Geschütz und Marschspuren tarnen.
Sobald das erste Geschütz eingerichtet und die Fernmeldeverbindung aufgebaut war, meldete der Batterieoffizier „Wirkungsbereitschaft“.

##### Führung des Feuerkampfes
Der Operationsplan der Artillerie war der Feuerplan; typische Gefechtsaufträge an die Artillerie waren im Rahmen des Feuerplans:
- Das Überwachen (übw) von Geländeabschnitten durch Beobachtung und Feuer.
- Das allgemeine Bekämpfen (bek) erkannter Feindziele.
- Das Abriegeln (abr) vorstoßender feindlicher Angriffsverbände.
- Das Stören (stö) von Transport- und Nachschublinien durch unregelmäßige Feuerüberfälle.
- Das Niederhalten (ndl) oder Blenden (ble) feindlicher Kräfte in Absprache mit der Kampftruppe über einen vorgegebenen Zeitraum.
- Das Zerschlagen (zsl) von feindlichen Feuerstellungen, Truppenansammlungen oder Angriffsbereitstellungen unter höchstem Munitionseinsatz.
- Das Beleuchten (bel) von Geländeräumen selten Geländepunkten als Angriffszielen bei Nacht insbesondere beim Angriff feindlicher Kräfte.
- Das Ausschalten feindlicher Beobachtungs-Stellen mit Brisanz- oder Nebelgranaten sowie das Nebeln (nbl) feindlicher Kräfte im Angriff oder feindlicher Stellungen bei eigenem Angriff.
- Das Zerstören von Bunkern, Feldbefestigungen oder anderen Punktzielen.

Nach der Freigabe des Feuerplans mit Vorgaben für Feueraufträge, Zielpunkte und Sperrfeuer durch Abteilungskommandeur oder Batteriechef begann der VB nun das Einschießen der Batterie. Er ortete dabei die Einschießpunkte oder Feindziele nach Lage, Höhe und Beobachtungsrichtung und übermittelte die Daten als Feuerbefehl an die Geschützstellung.
Der Feuerbefehl enthielt: Beobachtungsrichtung (Sehstreifen), Koordinaten (Planzeiger), Zielhöhe, Zielbeschreibung, Munitionseinsatz (in Schuss oder Gruppen), Munitionsart (meist Spreng-, Brand-, Nebelgranaten), Zünderart (Aufschlag- oder Zeit-/Doppelzünder), Feuerart (Einzelschuss, Feuerschlag oder Salve). Beispiel eines Feuerbefehls: „Sehstreifen 16-4-5, Planzeiger 5-4-0-5-9-2, Höhe 165, Zielpunkt Wegekreuzung, ein Schuss, Feuerbereitschaft und Flugzeit melden!“
Bei wichtigen Zielen konnte der VB nicht nur das Feuer seiner Batterie, sondern auch Feuerzusammenfassungen der Abteilung oder des Regiments abrufen. Munitions- und Zündereinsatz wählte er nach taktischem Ermessen. Geschosse wurde meist mit Aufschlag-, seltener mit Zeitzündern versehen. Sollte Minenwirkung gegen Bunker und Feldbefestigungen erzielt werden, ließ der VB „Aufschlagzünder mit Verzögerung“ schießen; hierbei gelangte die Granate erst Sekundenbruchteile nach dem Aufschlag zur Detonation. Besonders wirkungsvoll gegen ungepanzerte Ziele war bei flacher Flugbahn und hartem (gefrorenen) Boden das Erzielen von „Abprallern“ durch Verzögerungszünder; die Detonation der Sprenggranate kurz über dem Boden verursachte eine verheerende Sprengkraft und Splitterwirkung. Bei Nacht wurden zudem mit großer Erhöhung Leuchtgranaten verschossen, deren brennende Magnesiumladung am Fallschirm langsam über dem Gefechtsfeld herabschwebte und das Gelände zur genauen Zielortung und Bekämpfung ausleuchtete.
In der Feuerstellung ermittelten die Rechner die tatsächliche Schussentfernung und -richtung und setzten diese mit Hilfe von Schusstafel und Barbara-Meldung als Feuerleitstelle in Feuerkommandos für die Geschütze um: den „Teilring“ – das heißt die Richtung der Waffe, den Erhöhungs- oder Aufsatzwinkel, die Libelle (den Geländewinkel), die Zahl der Treibladungen, Geschossart, Zünder und Zünderstellung.
Auf den Alarmruf „Feuerkommando“ eilten die Geschützführer und Kanoniere an die Geschütze, richteten die Geschütze entsprechend dem durchgegebenen Feuerkommando aus, schraubten die befohlenen Zünder auf, luden das Geschoss mit Kartusche und Treibladung und signalisierten die Feuerbereitschaft.
In der B-Stelle kommandierte der VB durch Rückwärtszählen das Abfeuern, maß mit der Stoppuhr die Sekunden bis zum errechneten Aufschlagszeitpunkt, ortete den Aufschlag und meldete erforderliche Korrekturen an die Feuerleitstelle, wobei er durch Weit- und Kurzschüsse den Zielpunkt immer enger „eingabelte“, bis das Feuer im Ziel lag. Hierbei galt das ein-, zwei-, vier- oder achtfache von 100 m als „Gabelmaß“. Lag der Schuss hinter dem Ziel und die Abweichung etwa 80 Meter links, so lautete das Korrekturkommando: „80 rechts, 400 abbrechen, Schuss, kommen!“ Lag nun der Schuss vor dem Ziel, kommandierte er „200 zulegen, Schuss, kommen!“ Lag der Schuss nun wieder zu kurz, so kommandierte er „100 zulegen, Schuss, kommen!“ Nun war das Ziel eingegabelt, und mit der letzten Korrektur wurde das Ziel mit der Feuereinheit – zum Beispiel der Batterie – bekämpft: „Ganze Batterie 50 zulegen, Feuerschlag, Feuer!“
Je sicherer die Schießgrundlagen, desto größer war die Wirkung durch zielgenaue und überraschende Feuerüberfälle, aber auch die Sicherheit der eigenen Truppe vor Kurzschüssen. Voraussetzung dafür war die eng aufeinander abgestimmte Zusammenarbeit aller Teileinheiten der Batterie:
- Die genaue Zielortung und sichere Korrekturen des VB.
- Die exakte Vermessung der Feuerstellung durch das Erkundungskommando.
- Die korrekte Berechnung von Erhöhung und Seitenrichtung unter Einbeziehung der ballistischen Einflüsse mittels Wettermeldung und Schusstafel durch die Feuerleitrechner.
- Die präzise Einrichtung der Geschütze durch die Kanoniere.

Für die Führung des Feuerkampfes waren außerdem die Fernmeldeverbindungen von entscheidender Bedeutung. Riss die Verbindung ab, so hieß es „Störungssucher raus!“ – und die Fernsprechsoldaten mussten oft auch unter heftigem Feindfeuer die Kabelbeschädigungen suchen und flicken.
Befahl der VB nach erfolgter Zielbekämpfung „Feuerpause“, so schwenkten die Richtkanoniere ihre Geschütze wieder auf die allgemeine Grundrichtung oder die gegebenenfalls ermittelten Sperrfeuerwerte. Bei Alarm konnte dann ohne aufwändiges Nachrichten sofortiges Wirkungsfeuer ausgelöst werden.
Der VB beobachtete das Gefechtsfeld weiter, hielt dabei ständige Verbindung zur örtlichen Kampftruppe, gab Lage- und Zielmeldungen an den Chef und den Abteilungsgefechtsstand weiter und übermittelte nach Freigabe des Feuers auf weitere Feindziele seine Feuerkommandos an die Batterie. Bei überraschenden Feindangriffen konnte die Kampftruppe auch selbst per Signalpatrone das sofortige Sperrfeuer der Batterie auslösen, wobei der VB schnellstmöglich die Führung des Feuerkampfes übernahm.
Im Ausnahmefall wurden vorab einzelne Geschütze bis zur HKL vorgezogen, falls Punktziele im direkten Schuss zu bekämpfen waren. Für diese Einsätze wurden jedoch normalerweise die „Hausartillerie“ der Infanterie – Infanteriegeschütze, Pak, Panzer und Granatwerfer – herangezogen.
Die Feuerstellungen der Artillerie bildeten bei Feindeinbrüchen häufig die letzte Auffangstellung. Die Kanoniere eröffneten dann unter dem Befehl des Batterieoffiziers den Feuerkampf im direkten Richten und bekämpften mit Sprenggeschossen feindliche Infanterie oder mit Hohlladungsgeschossen feindliche Panzer. War der Feuerkampf mit den Geschützen auf kürzeste Entfernung nicht mehr möglich, so verteidigten die Kanoniere mit MG, MPi, Karabinern und Panzerfaust infanteristisch die Stellung.

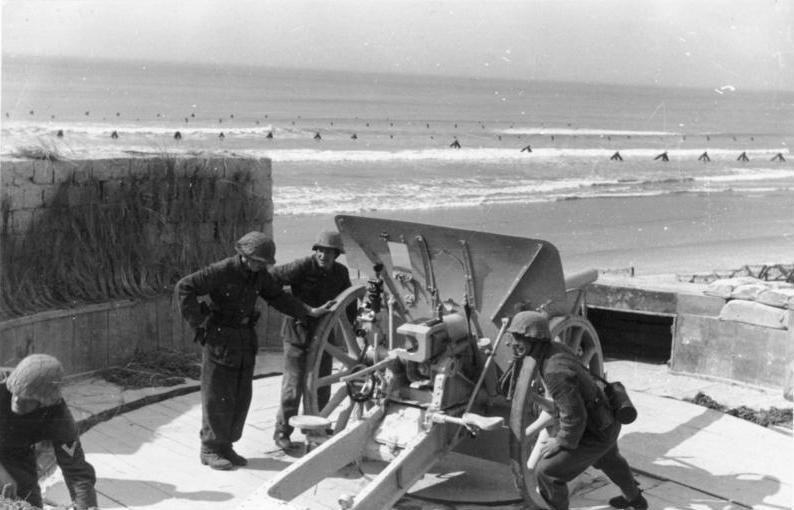
10,5-cm-lFH 16 am Atlantikwall
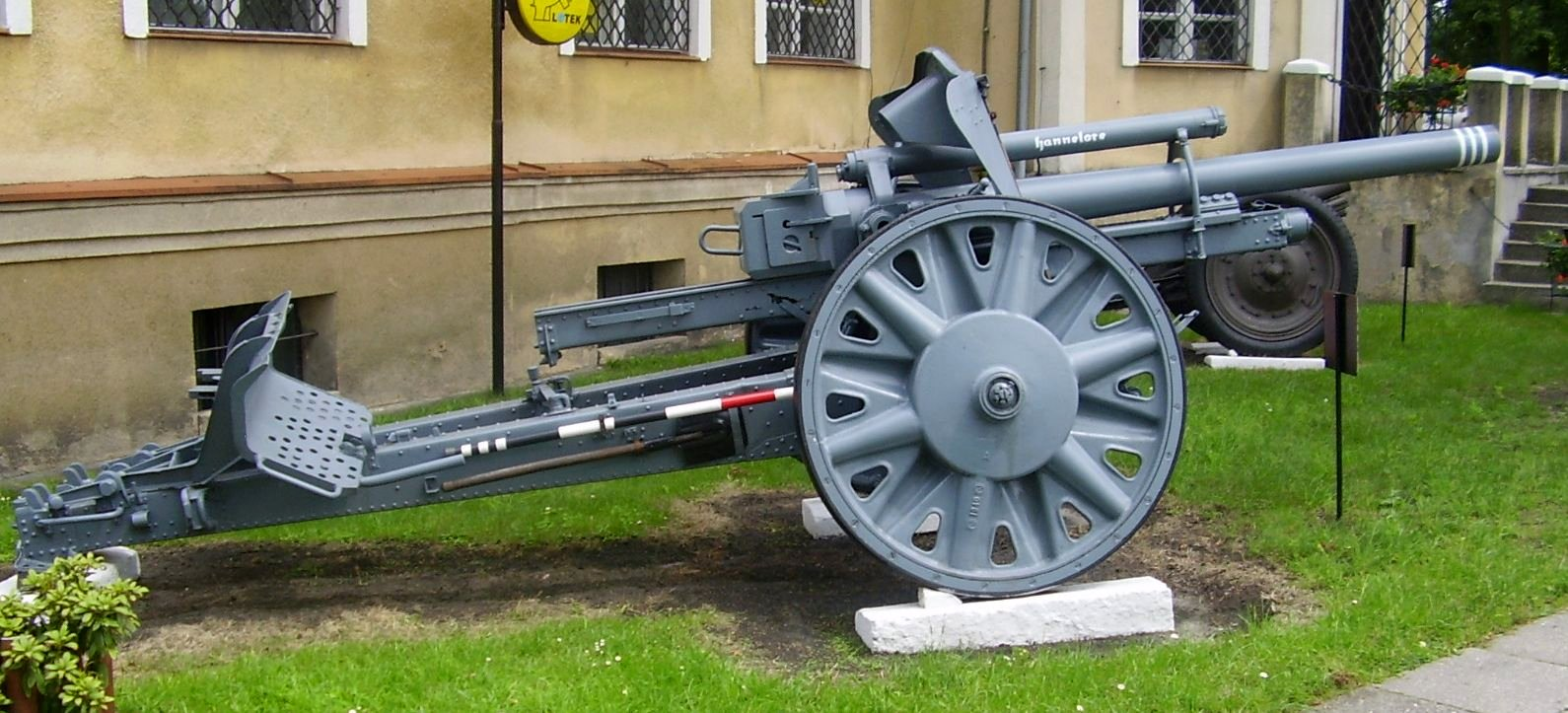
Erhaltene 10,5-cm-lFH 18 in polnischem Museum
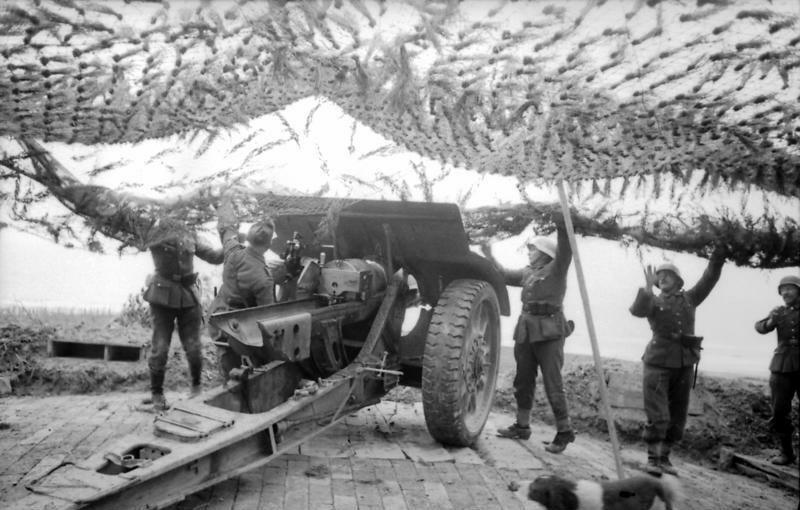
10,5-cm-lFH 324(f)
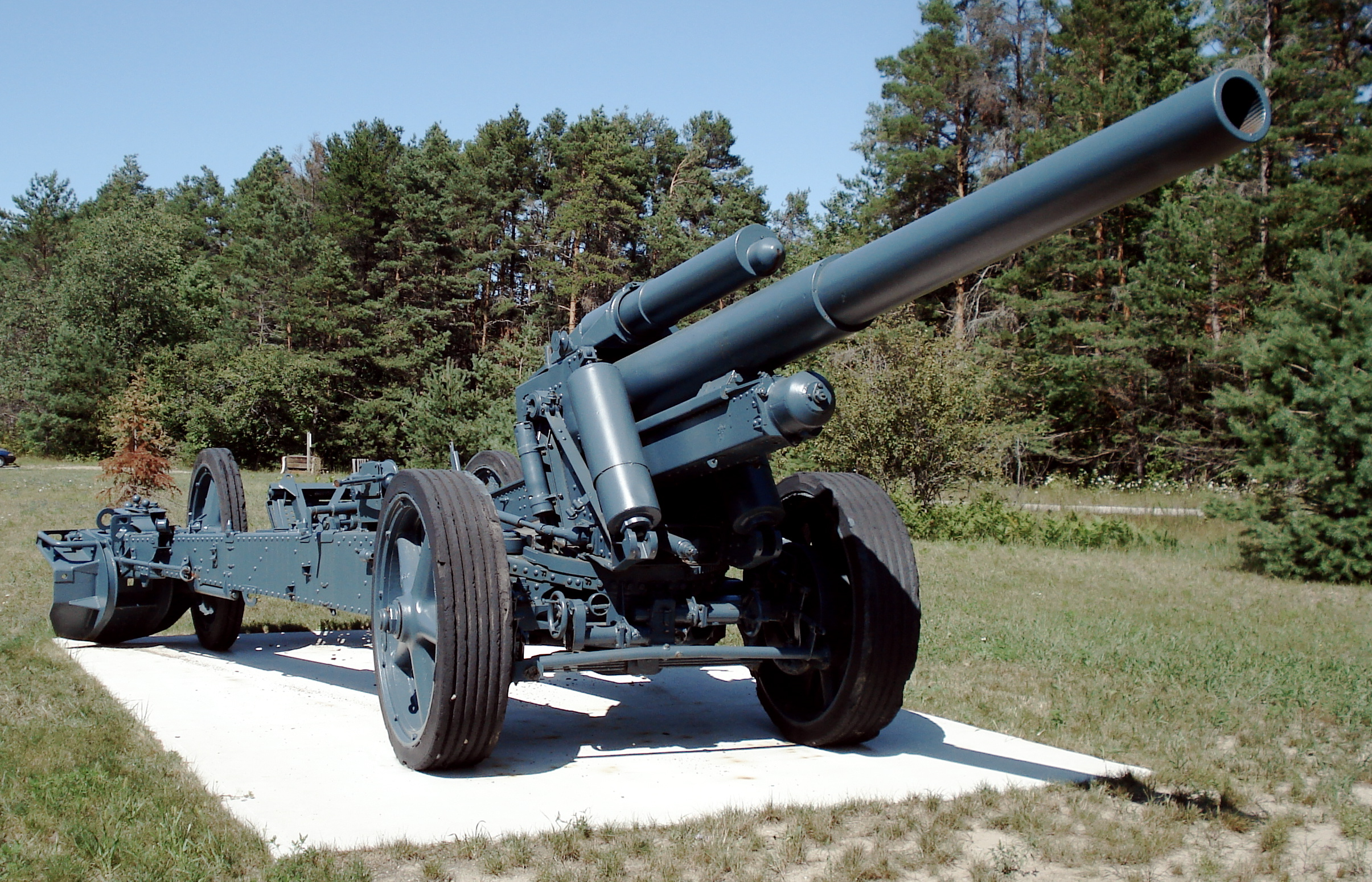
Erhaltene 15-cm-sFH 18 in kanadischem Museum

### Waffensysteme
Anmerkung: neben den aufgeführten Geschützen kamen noch zahlreiche weitere Beute-Geschütze zum Einsatz.
| Kaliber/Typ                         | Reichweite | V0  | Zugmaschine                             | Einführung | Bemerkung |
| ----------------------------------- | ---------- | --- | --------------------------------------- | ---------- | --- |
| 7,5-cm-Feldkanone 16nA              | 09.100 m   | 540 | bespannt oder motorisiert               | 1916       | modifizierte Version der 7,7-cm-Feldkanone 16 aus dem Ersten Weltkrieg, bei Kriegsbeginn noch 298 Stück im Bestand |
| 7,5-cm-Feldkanone 246(n)            | 10.000 m   | 500 | bespannt oder motorisiert               | 1901       | norwegisches Beutegeschütz für Besatzungstruppen in Norwegen                                                       |
| 7,62-cm-Feldkanone 269(r)           | 13.600 m   | 680 |                                         | 1941       | sowjetisches Beutegeschütz „Ratsch-Bumm“                                                                           |
| 10-cm-Kanone 17                     | 16.500 m   | 650 |                                         | 1917       | im Ersten Weltkrieg erstmals eingesetzt, bis 1945 zur Küstenverteidigung genutzt                                   |
| Schwere 10-cm-Feldkanone 18         | 19.000 m   | 835 |                                         | 1940       | |
| 10-cm-leichte Feldhaubitze 30(t)    | 10.600 m   | 430 |                                         | 1938       | tschechisches Beutegeschütz                                                                                        |
| 10-cm-leichte Feldhaubitze 14/19    | 09.800 m   | 398 |                                         | 1938       | tschechisches (t) bzw. polnisches (p) Beutegeschütz                                                                |
| 10,5-cm-leichte Feldhaubitze 16     | 09.225 m   | 395 | meist bespannt                          | 1916       | entwickelt im Ersten Weltkrieg, Standardgeschütz der Divisionsartillerie bis zur Ablösung durch le.F.H. 18         |
| 10,5-cm-leichte Feldhaubitze 18     | 10.675 m   | 470 | bespannt oder Raupenschlepper Ost (RSO) | 1935       | Standardgeschütz der Divisionsartillerie                                                                           |
| 10,5-cm-leichte Feldhaubitze 324(f) | 10.700 m   | 465 |                                         | 1940       | französisches Beutegeschütz                                                                                        |
| Schwere 10,5-cm-Kanone 35(t)        | 18.100 m   | 730 |                                         | 1939       | tschechisches Beutegeschütz                                                                                        |
| 12,2-cm-leichte Feldhaubitze 388(r) | 08.960 m   | 365 |                                         | 1941       | sowjetisches Beutegeschütz                                                                                         |
| 15-cm-schwere Feldhaubitze 13       | 08.675 m   | 385 | bespannt bzw. Sd.Kfz. 7                 | 1914       | Standardgeschütz der schweren Abteilung der Divisionsartillerie bis zur Ablösung durch s.F.H. 18                   |
| 15-cm-schwere Feldhaubitze 18       | 13.325 m   | 620 | bespannt bzw. Sd.Kfz. 7                 | 1935       | Standardgeschütz der schweren Abteilung der Divisionsartillerie                                                    |
| 15-cm-schwere Feldhaubitze 15 (t)   | 11.500 m   | 508 |                                         | 1938       | tschechisches Beutegeschütz                                                                                        |
| 15,2-cm-Kanonenhaubitze 433/1(r)    | 16.000 m   | 655 |                                         | 1941       | sowjetisches Beutegeschütz                                                                                         |

#### Sturm- und Panzerartillerie
Die Notwendigkeit, im beweglich geführten Gefecht vor allem der Panzertruppe zu folgen, war bereits vor dem Kriegsausbruch deutlich geworden. Zum einen sollten gepanzerte Begleitgeschütze – rasch setzte sich der Begriff „Sturmgeschütze“ oder „Sturmartillerie“ durch – den Panzern unmittelbar im Angriff folgen, zum anderen sollte auch die Feldartillerie auf Selbstfahrlafetten umgesetzt den Angriffsverbänden unmittelbare Feuerunterstützung geben können.
Sturmgeschütze sind Vollketten-Panzerfahrzeuge der Sturmartillerie. Die Kanone des Sturmgeschützes war nur in der Elevation beweglich, also nicht in einem drehbaren Geschützturm, was die Produktion vereinfachte.

##### Panzerartillerie
Die Bildung der Panzerartillerie vollzog sich zunächst behelfsmäßig. Nicht mehr den Frontbedingungen entsprechende Panzer wie die PzKw 38(t), PzKw I und PzKw II, aber auch französische Beutepanzer, unter anderem der Typen Lorraine, Somua oder Renault, wurden zu „Gerätewagen“ abgerüstet und dann als Selbstfahrlafetten mit Infanteriegeschützen (s.I.G.33), erbeuteten 7,62-cm-Feldkanonen 269(r) oder Feldhaubitzen (10,5 cm) bestückt. Ergebnis war eine Vielfalt verschiedener Ausführungen.
Erste eigentliche Panzerhaubitzen, ebenfalls mit offenem Kampfraum, waren
- die PzH „Wespe“ auf Gw II, bestückt mit der leichten 10,5-cm-Feldhaubitze
- und die PzH „Hummel“ auf Gw IV mit der schweren 15-cm-Feldhaubitze

jeweils eingesetzt in einer gemischten Artillerieabteilung zusammengesetzt aus zwei Batterien Wespen (12 Geschütze) und einer Batterie Hummeln (6 Geschütze).

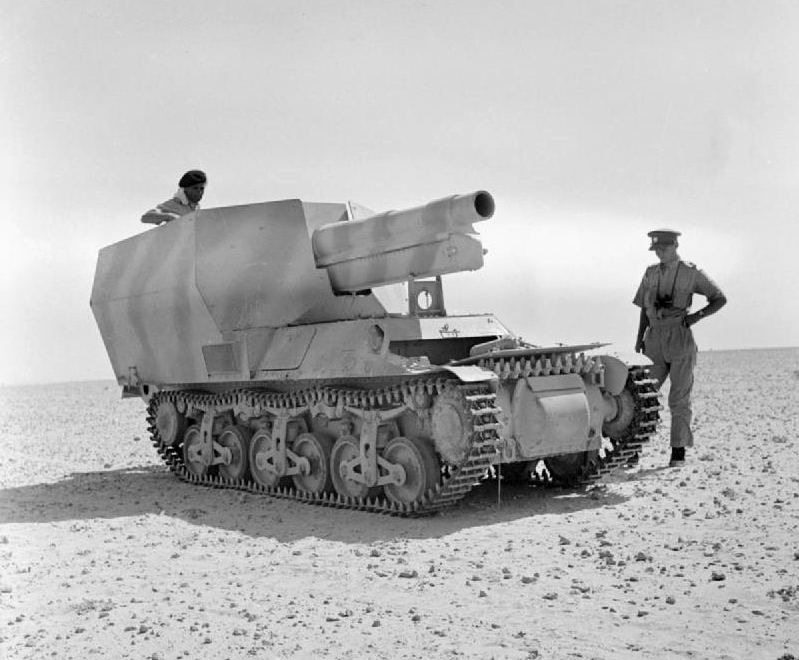
Marder I mit 15-cm-schwere Feldhaubitze 13 bei El-Alamein
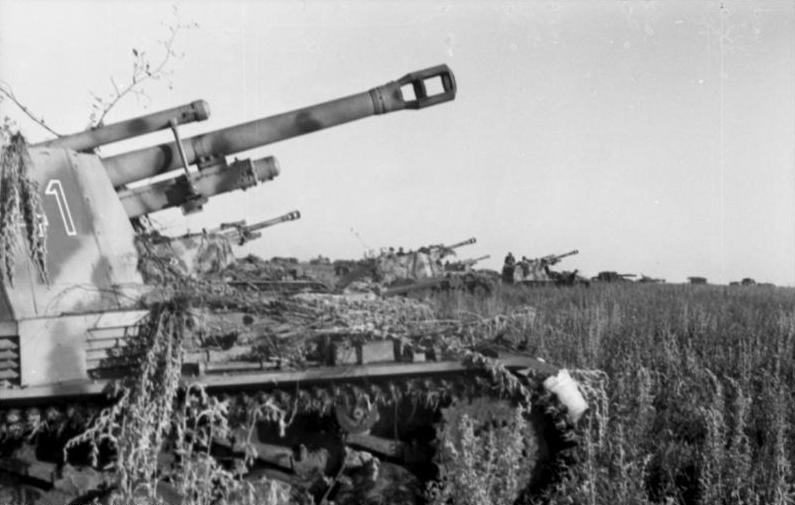
„Wespe“ mit 10,5-cm-Haubitze
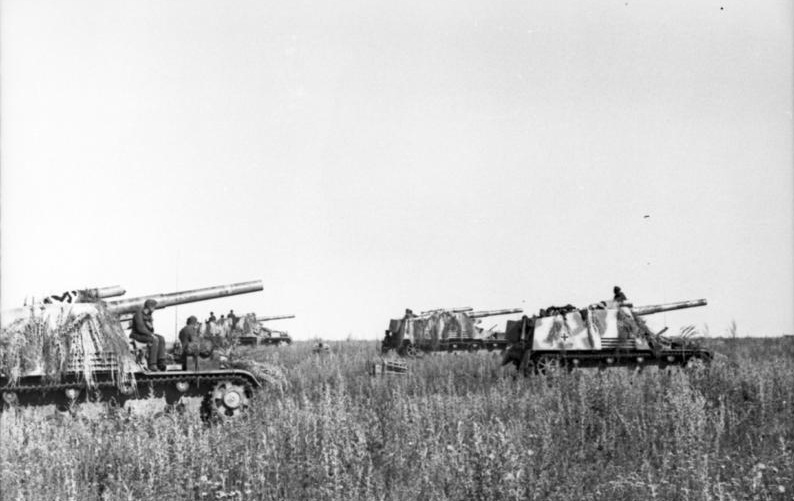
Eine Batterie „Hummeln“ in Feuerstellung, südl. Ostfront, 1943
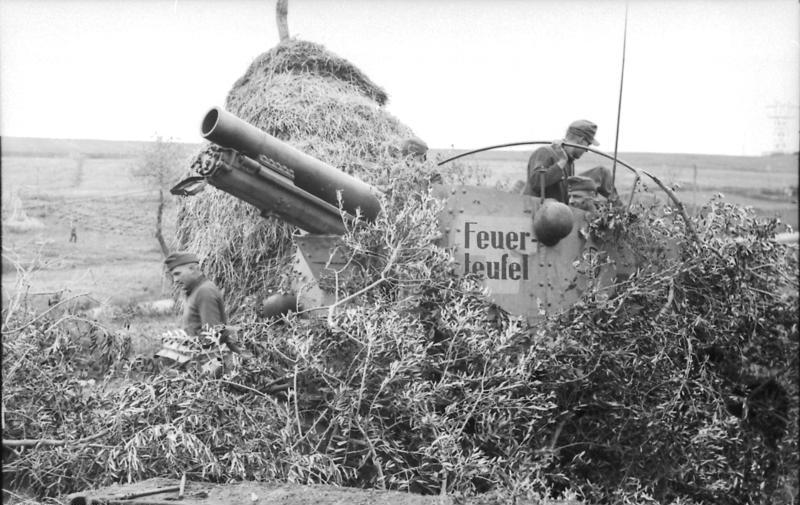
SfH 15-cm-sIG 33 (Sfl.) auf Pz. 38 (t) „Grille“ in Italien 1943
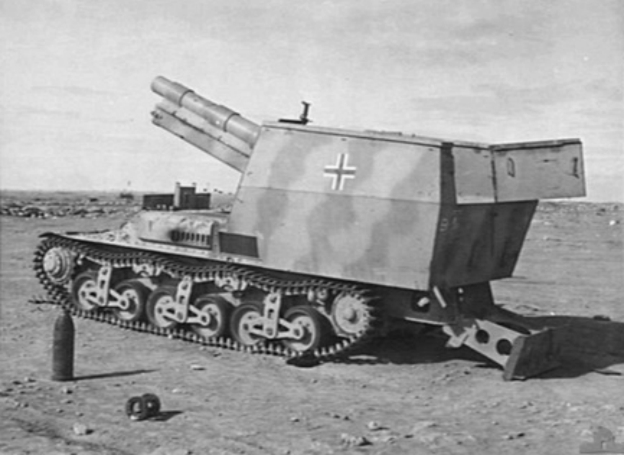
SdKfz 135/1 mit 15-cm-Haubitze in Nordafrika

Waffensysteme
| Typ                                                        | Kaliber           | Gw                       | Einführung | Bemerkung                                             |
| ---------------------------------------------------------- | ----------------- | ------------------------ | ---------- | ----------------------------------------------------- |
| Sturmgeschütz III (Sd.Kfz. 142, 142/1 StuG III)            | 7,5 cm            | PzKw III                 | 1940       | ab Ausf. F (1942) mit Langrohr                        |
| Sturmhaubitze 42 (Sd.Kfz. 142/1 StuH 42)                   | 10,5 cm           | PzKw III                 | 1943       |                                                       |
| Sturmpanzer IV (Sd.Kfz. 166)                               | 15 cm             | PzKw IV                  | 1943       |                                                       |
| Sturmgeschütz IV (Sd.Kfz. 163 StuG IV)                     | 7,5 cm            | PzKw IV                  | 1943       |                                                       |
| Sturmtiger                                                 | 38 cm             | PzKw VI                  | 1943       | schwerstes Sturmgeschütz, das in den Einsatz gelangte |
| StuG M42(i)                                                | 7,5 cm            | PzKw M13/40              | 1943       | von den Italienern übernommene Semovente 75/18        |
| Panzerhaubitze Wespe (Sd.Kfz. 124)                         | 10,5 cm le.F.H.18 | PzKw II                  | 1943       |                                                       |
| Panzerhaubitze Hummel (Sd.Kfz. 165)                        | 15 cm s.F.H.18/1  | PzKw IV                  | 1943       |                                                       |
| 12,8-cm-Selbstfahrlafette L/61 „Sturer Emil“ (Sd.Kfz. 165) | 12,8 cm           | Fahrgestell VK 30.01 (H) | 1943       | nur zwei gebaut                                       |

#### Gebirgsartillerie
Die Situation im Gebirge stellte besondere Bedingungen an den artilleristischen Einsatz. Extreme Geländeverhältnisse und rasch umschlagende Wetterbedingungen erschwerten das plangenaue Schießen durch Herstellen sicherer Schießgrundlagen und verlangten besonderes artilleristisches Können. Der VB der Gebirgsjäger konnte in zerklüftetem Gelände nicht das Ziel mit Weit- und Kurzschüssen „eingabeln“, sondern musste sich von einer Seite kommend an das Ziel „heranschießen“. Höher liegende Ziele oder Hinterhangziele konnten oft nur im Steilfeuer beschossen werden; die Gebirgsgeschütze waren daher auch auf das Feuern in der oberen Winkelgruppe (>45° Erhöhung) ausgelegt.
Ein weiteres Problem stellten Transport und Versorgung in steilem und unwegsamem Gelände dar. Die Geschütze waren daher in Traglasten zerlegbar und wurden zusammen mit Munition und Ausrüstung durch Pferde- und Maultier-Tragkolonnen in die Feuerstellung transportiert.

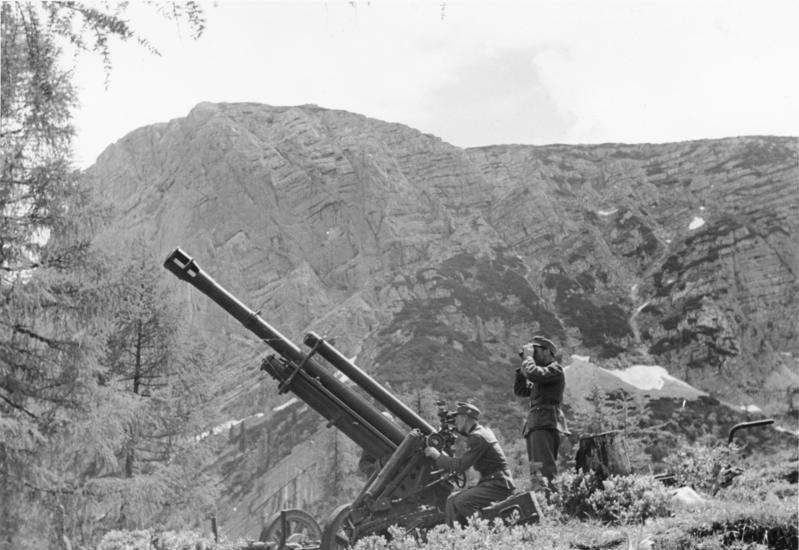
Gebirgshaubitze im Dachsteingebirge, 1941
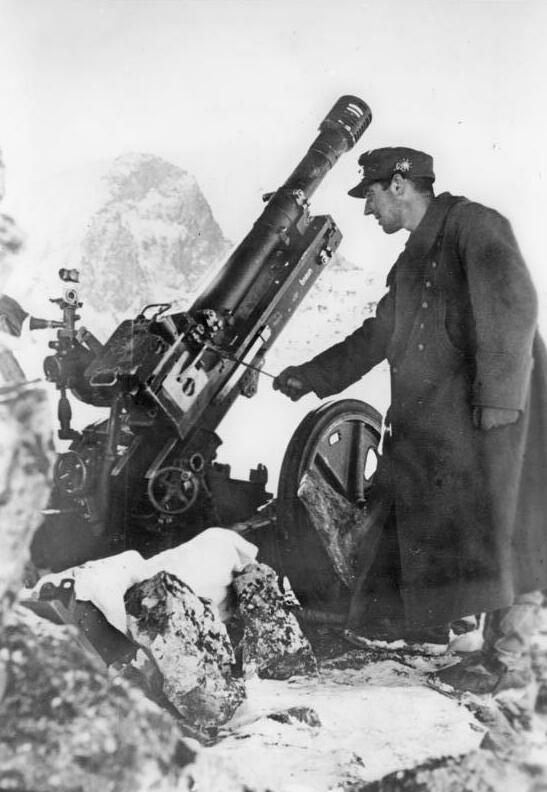
Gebirgsartillerie im Kaukasus
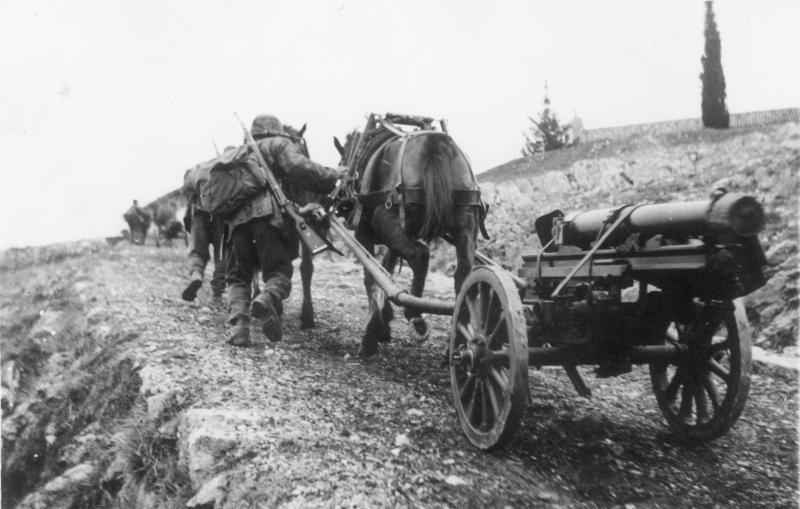
Gebirgsgeschütz der Waffen-SS
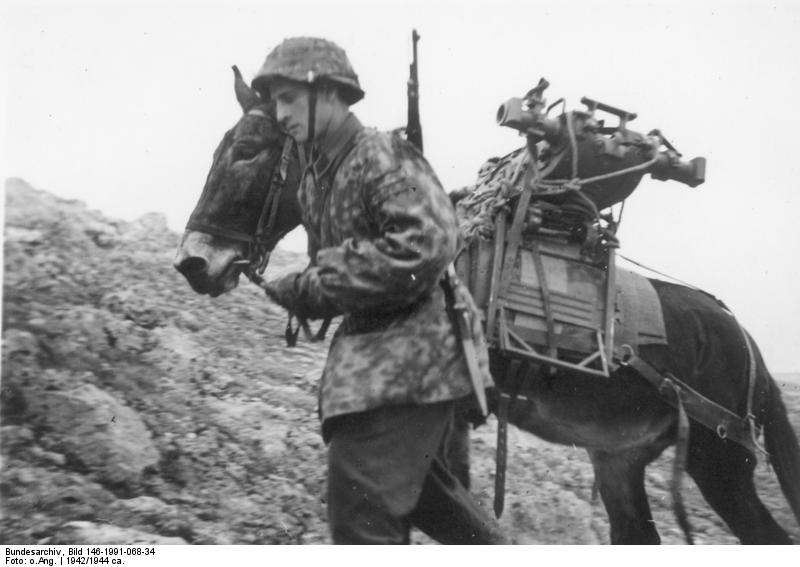
Gebirgsartillerist mit Muli
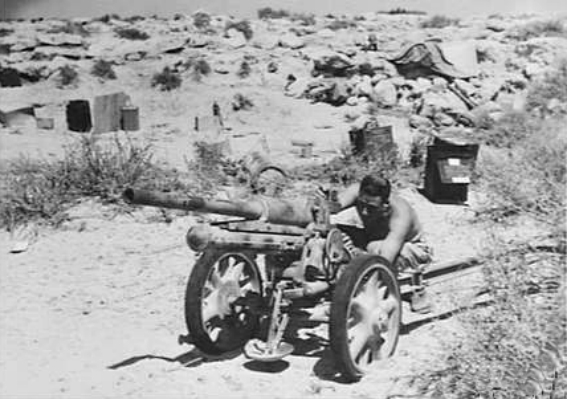
Verlassenes Gebirgsgeschütz bei El Alamein 1942

Waffensysteme
| Kaliber/Typ                                  | Reichweite | V0  | Zugmaschine                                  | Einführung | Bemerkung                                     |
| -------------------------------------------- | ---------- | --- | -------------------------------------------- | ---------- | --------------------------------------------- |
| 6,5-cm-Gebirgskanone 26(i)                   | 06.500 m   | 350 | Tragtiere                                    | 1943       | italienisches Beutegeschütz                   |
| 7,5-cm-Gebirgskanone 15                      | 06.650 m   | 382 | Tragtiere                                    | 1938       | vom österreichischen Heer übernommen          |
| 7,5-cm-leichtes Gebirgsinfanteriegeschütz 18 | 03.550 m   | 220 | Tragtiere                                    | 1939       | Begleit-Geschütze der Gebirgsjäger-Bataillone |
| 7,5-cm-Gebirgsgeschütz 36                    | 09.250 m   | 475 | einachsige Karette, bespannt, oder Tragtiere | 1940/41    | Standardwaffe der Gebirgsartillerie           |
| 7,5-cm-Gebirgskanone 238(f)                  | 09.000 m   | 375 | Tragtiere                                    | 1940       | französisches Beutegeschütz                   |
| 7,62-cm-Gebirgskanone 307(r)                 | 10.100 m   | 500 | Tragtiere                                    | 1941       | sowjetisches Beutegeschütz                    |
| 10-cm-Gebirgshaubitze 316(i)                 | 09.280 m   | 405 | Tragtiere                                    | 1943       | italienisches Beutegeschütz                   |
| 10-cm-Gebirgshaubitze 16/19(t)               | 10.900 m   | 464 | Tragtiere                                    | 1943       | tschechisches Beutegeschütz                   |
| 10,5-cm-Gebirgshaubitze 40                   | 12.625 m   | 570 | 5 einachsige Karetten hinter Kettenkrad      | 1942       | Standardwaffe der Gebirgsartillerie           |

#### Fallschirmartillerie
Für die Artillerie der Fallschirmjägertruppe galten besondere Anforderungen. Deren Geschütze mussten in mehrere Lasten verteilt, durch die Kanoniere transportiert und vor Ort mit wenigen Handgriffen, auch in wenig geeignetem und unebenem Gelände, montiert und eingesetzt werden können. Daher griff man neben den bewährten Granatwerfern auch auf den Einsatz rückstoßfreier Geschütze („Leichtgeschütze“) zurück, die beim Abfeuern standfester waren und zudem ein wesentlich geringeres Gewicht hatten. Allerdings erzeugten die austretenden Pulvergase im Feuerkampf hinter dem Geschütz deutlich sichtbare Staub- und Detonationswolken, was die Stellung rasch verraten konnte.
Neben den Fallschirmjägern nutzten auch die Gebirgstruppen die Leichtgeschütze.

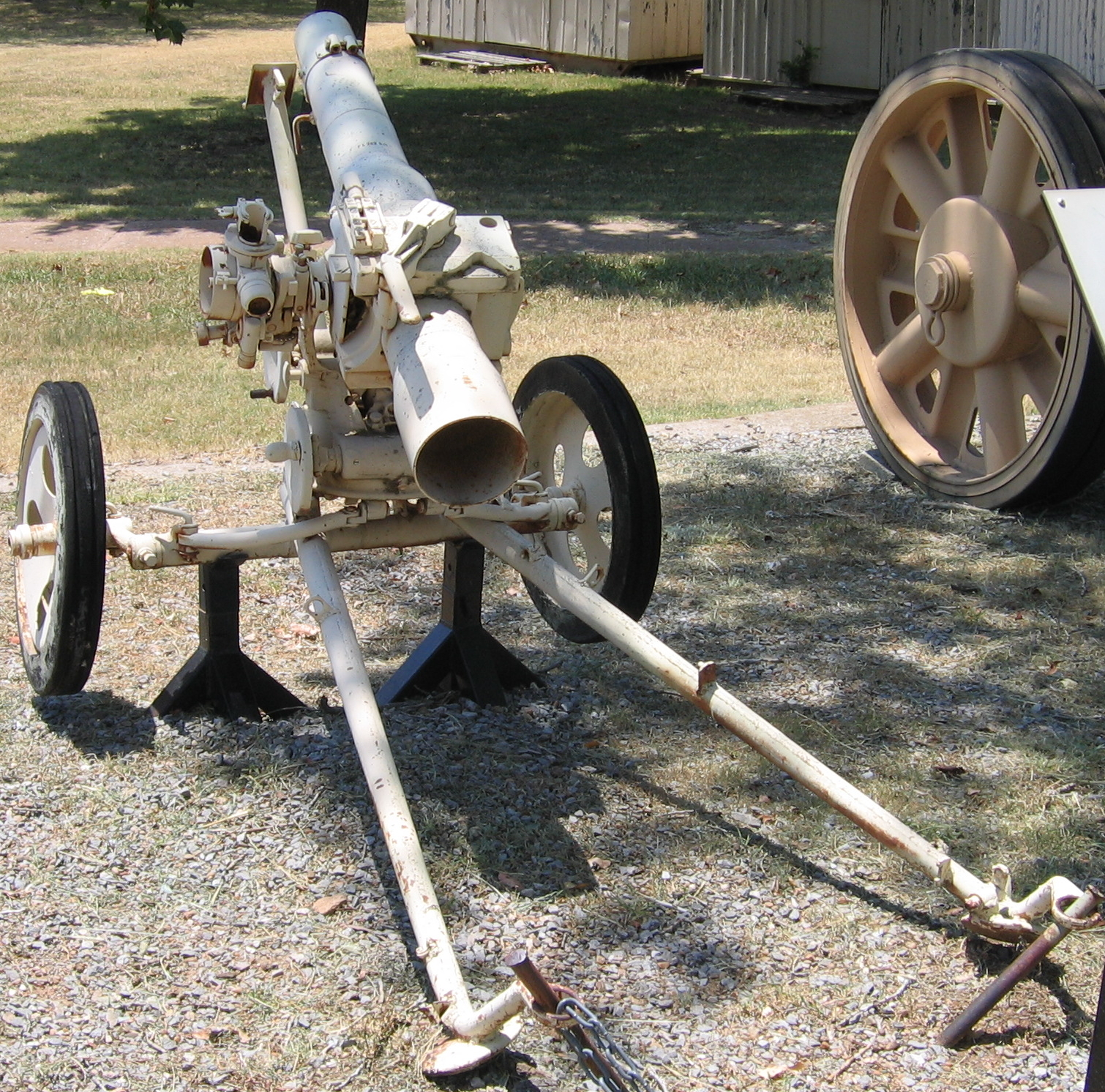
7,5-cm-LG40
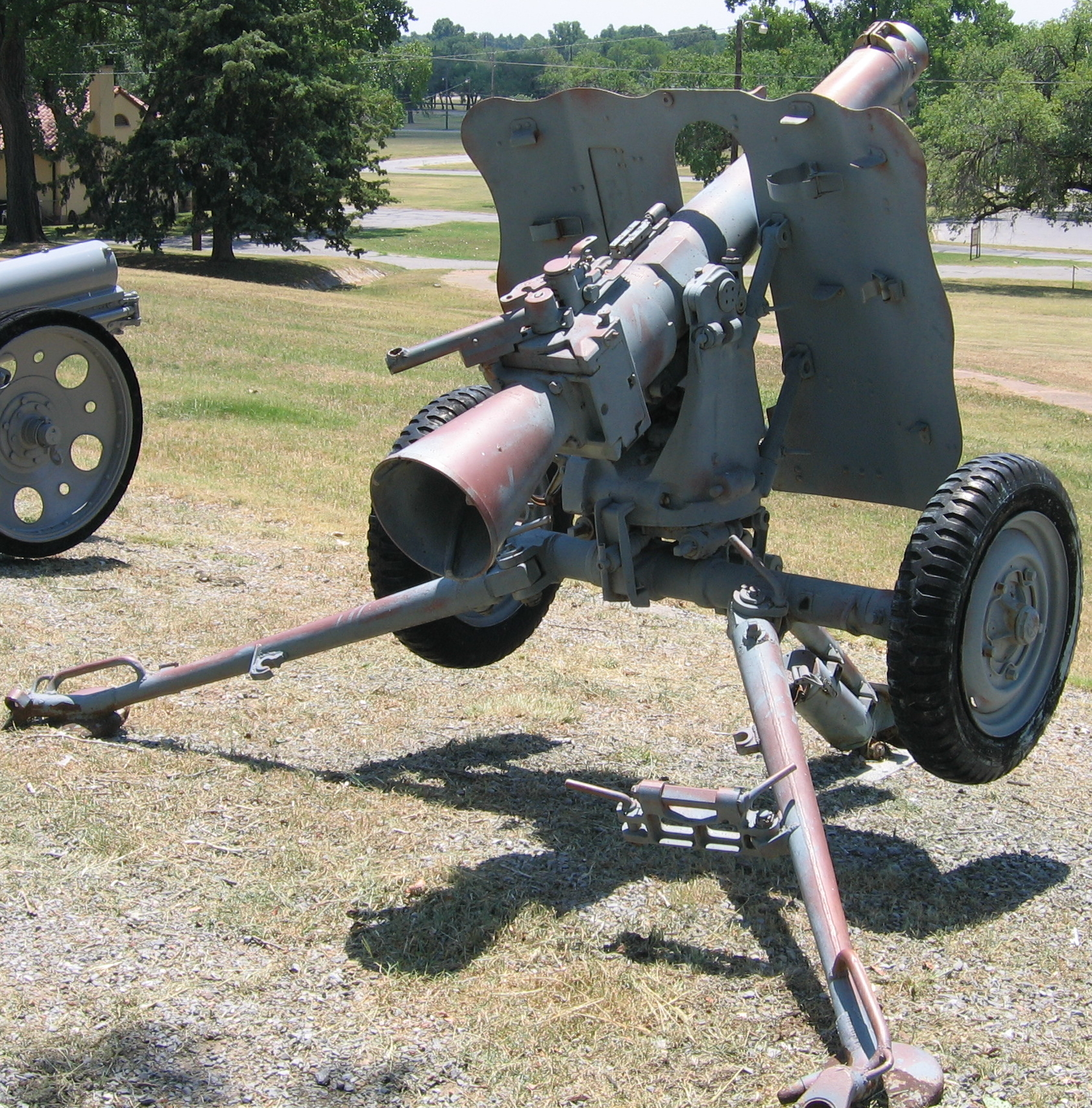
10,5-cm-LG42
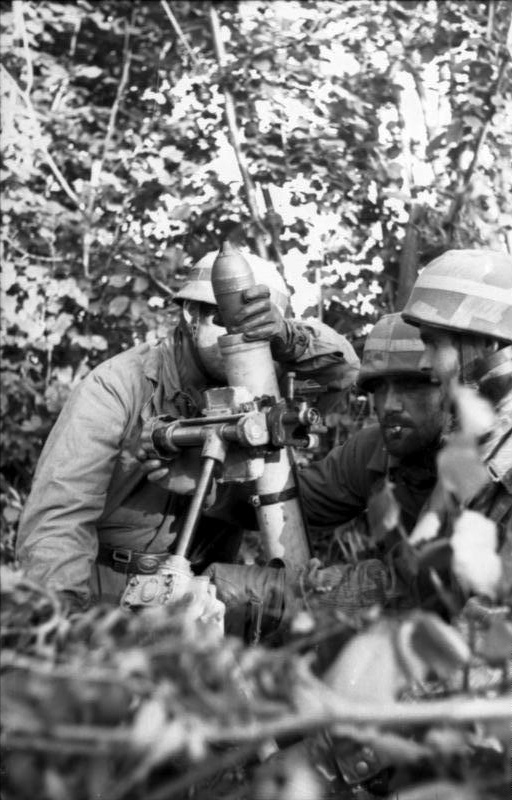
Fallschirmjäger mit Granatwerfer
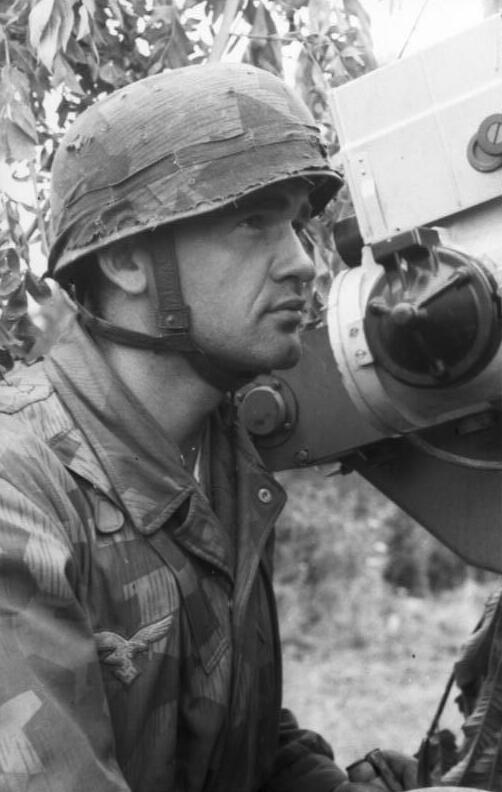
Fallschirmartillerist
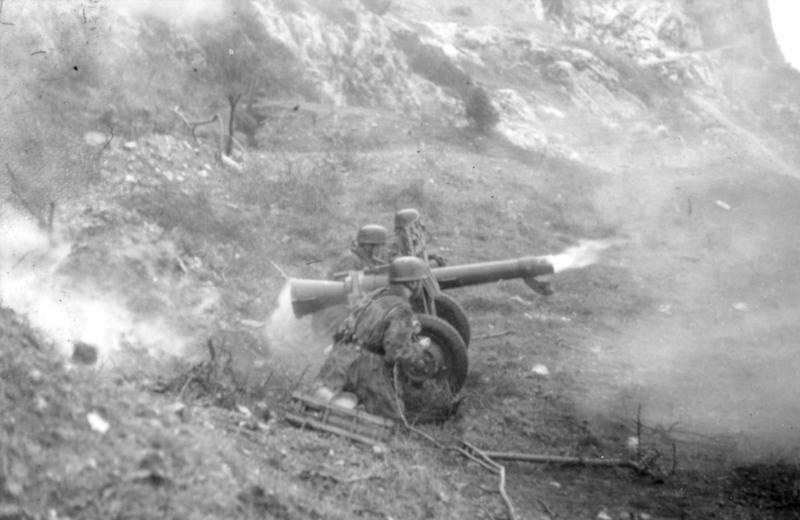
Leichtgeschütz beim Feuerkampf

Waffensysteme
| Typ                       | Reichweite | V0  | Transportmittel | Einführung | Bemerkung                        |
| ------------------------- | ---------- | --- | --------------- | ---------- | -------------------------------- |
| 7,5-cm-Leichtgeschütz 40  | 6.500 m    | 345 |                 | 1940       | aus Leichtmetall, Gewicht 175 kg |
| 10,5-cm-Leichtgeschütz 40 | 8.000 m    | 340 |                 | 1941       |                                  |
| 10,5-cm-Leichtgeschütz 42 | 8.000 m    | 340 |                 | 1942       | aus Leichtmetall                 |

#### Schwere Artillerie
Neben den Artillerie-Regimentern auf Divisionsebene verfügten die Artilleriekommandeure (Arko) der Korps über schwere Artillerie-Regimenter für den „Allgemeinen Feuerkampf“ gegen Ziele in der Tiefe des Raums, oft im Zusammenwirken mit Aufklärungsfliegern und Artillerie-Beobachtungsabteilungen, da hierzu die Augenbeobachtung der VBs nicht weit genug in den gegnerischen Raum reichte. Für den Allgemeinen Feuerkampf wurden weitreichende Geschütze mit einem Kaliber von mindestens 15 cm eingesetzt. In Ausnahmefällen wurden einzelne Abteilungen auch zur „Feuerverstärkung“ der Divisionsartillerie an besonders bedrohten Frontabschnitten eingesetzt. Auch die IV. schwere Abteilung bei Artillerie-Regimentern der Waffen-SS-Divisionen verfügte zum Teil über diese Geschütze.
Schwere Geschütze wie die 17-cm-Kanone in Mörser-Lafette oder der 21-cm-Mörser waren in selbständigen Abteilungen zu je drei Batterien mit jeweils drei Geschützen zusammengefasst und den Korps oder Armeen unterstellt. 1944 erfolgte nach sowjetischem Vorbild die Aufstellung einer Artillerie-Division, die jedoch nicht mehr geschlossen zum Einsatz kam.

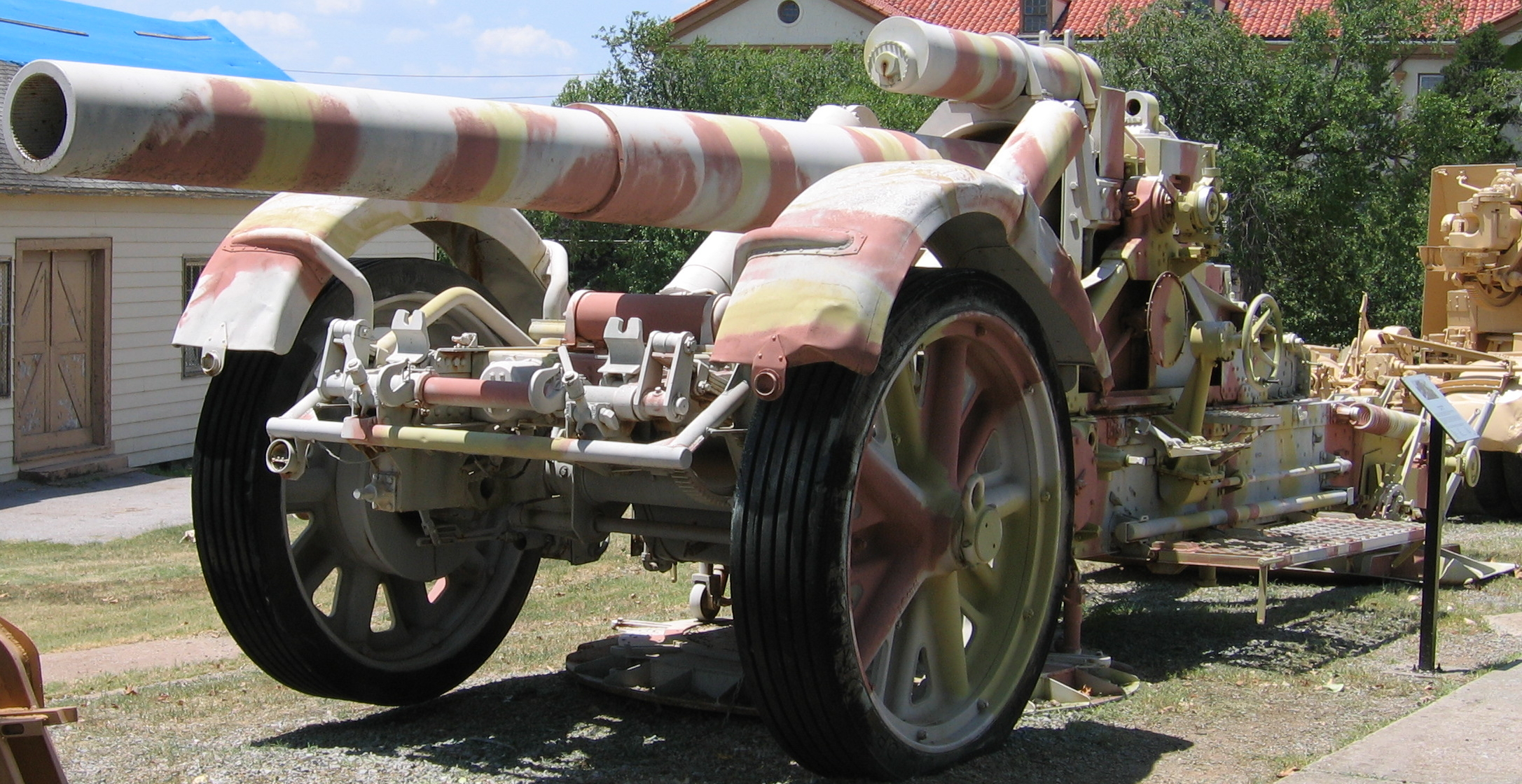
Der 21-cm-Mörser 18 bildete das Rückgrat der schweren Heeres-Artillerie-Abteilungen
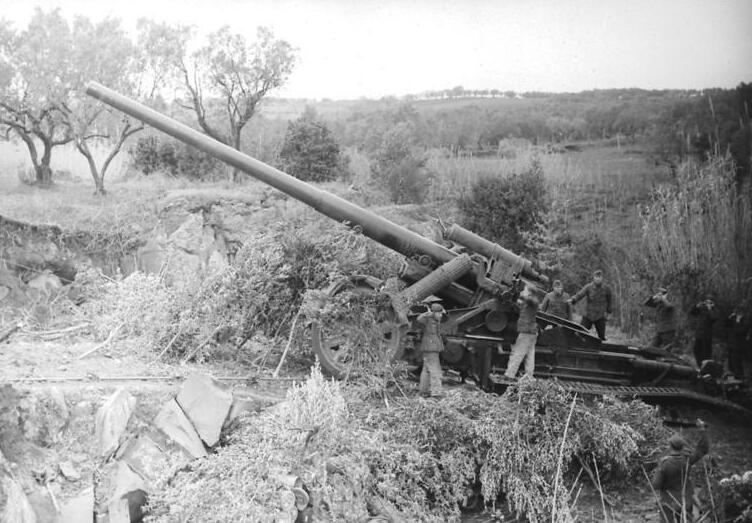
Schwere 17-cm-Kanone in Italien 1943
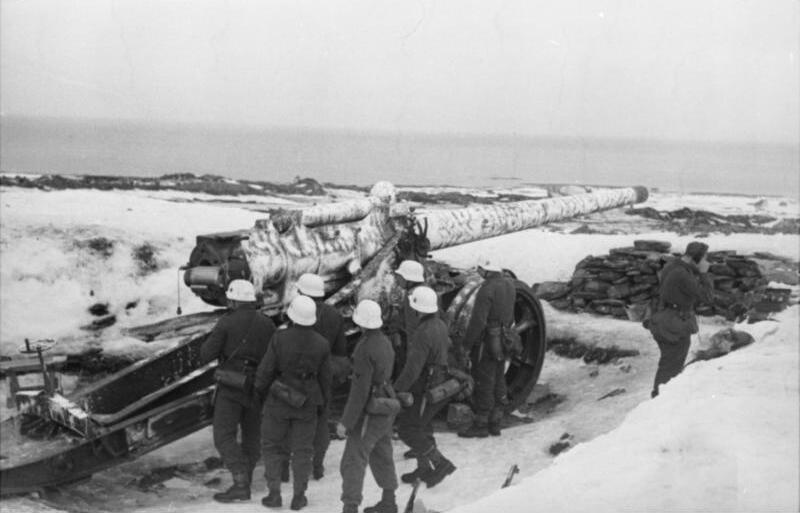
Französisches Beutegeschütz St. Charmond
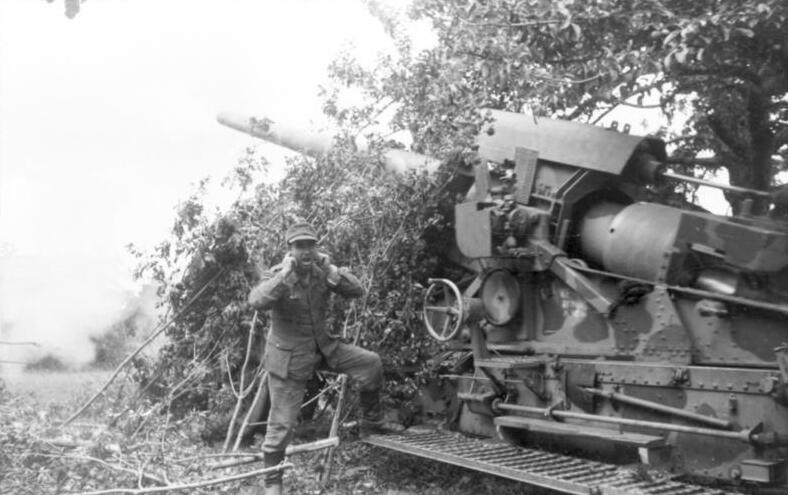
Schweres Geschütz an der Normandiefront 1944
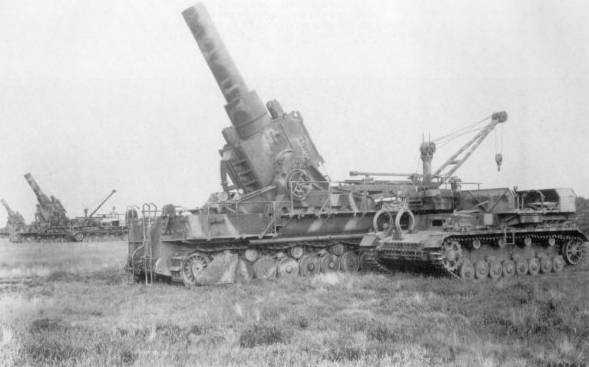
Drei 60-cm-Mörser (Gerät 040/41) mit Munitionspanzer vor Warschau 1944
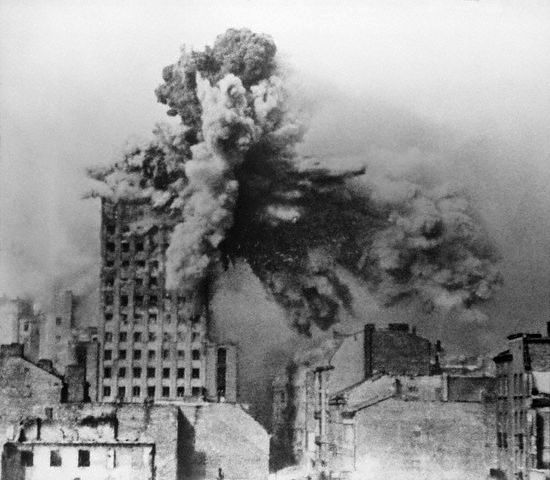
Mörservolltreffer in einem Warschauer Hochhaus, mit hoher Wahrscheinlichkeit das Prudential-Hochhaus Warschau

Waffensysteme
| Kaliber/Typ                                  | Reichweite | V0    | Zugmaschine                                                       | Einführung | Bemerkung                                                                                             |
| -------------------------------------------- | ---------- | ----- | ----------------------------------------------------------------- | ---------- | --- |
| 12,8-cm-schwere Feldkanone 81/2              |            |       | französische Beutelafetten der Canon de 155 GPF-T                 |            | mit Kreuzlafette                                                                                      |
| 14,5-cm-Kanone 405(f)                        | 18.900 m   | 785   |                                                                   | 1940       | 15-cm-Cannona-da-149/40 von Ansaldo                                                                   |
| 15-cm-Schnelladekanone C/28 in Mörserlafette | 23.500 m   | 875   |                                                                   | 1940       | ursprünglich Seezielgeschütze der Kriegsmarine                                                        |
| 15-cm-Kanone 16                              | 22.000 m   | 757   |                                                                   | 1916       | später durch 15-cm-Kanone 18 ersetzt                                                                  |
| 15-cm-Kanone 18                              | 24.825 m   | 890   | Transport in zwei Lasten mit Zugmaschinen                         | 1938       | |
| 15-cm-Kanone 39                              | 25.420 m   | 890   |                                                                   | 1939       | Exportversion für die Türkei                                                                          |
| 15-cm-Kanone 403(j)                          | 23.800 m   | 760   |                                                                   | 1941       | von der Firma Skoda für Jugoslawien gebaut, z. T. als Küstenartillerie verwendet                      |
| 15-cm-Kanone 408(i)                          | 23.700 m   | 795   |                                                                   | 1943       | Canon-1916-St. Chamond                                                                                |
| 15,2-cm-Kanone 15/16(t)                      | 20.700 m   | 690   |                                                                   | 1938       | z. T. als Küstenartillerie verwendet oder beim Afrika-Korps eingesetzt                                |
| 15,5-cm-Kanone 416(f)                        | 17.500 m   | 665   |                                                                   | 1940       | französisches Beutegeschütz, fast baugleich mit 15,5-cm-Kanone 418(f)                                 |
| 15,5-cm-Kanone 418(f)                        | 19.500 m   | 735   |                                                                   | 1940       | französisches Beutegeschütz, ungefähr 449 von der Wehrmacht eingesetzt                                |
| 15,5-cm-Kanone 420(f)                        | 21.300 m   | 730   |                                                                   | 1940       | französisches Beutegeschütz                                                                           |
| 15,5-cm-Kanone 425(f)                        | 13.600 m   | 560   |                                                                   | 1940       | französisches Beutegeschütz aus dem Ersten Weltkrieg                                                  |
| 17-cm-Kanone 18                              | 29.600 m   | 925   | 18-t-Zugmaschine FAMO SdKfz 9                                     | 1941       | Standardgeschütz der schweren Heeres-Artillerie-Abteilungen                                           |
| 21-cm-Kanone 38                              | 33.900 m   | 905   | Transport in zwei Lasten zu insgesamt 34.825 kg mit Zugmaschinen  | 1941       | |
| 21-cm-Kanone 39                              | 33.000 m   | 800   | Transport in drei Lasten zu insgesamt 59.100 kg mit Zugmaschinen  | 1939       | |
| 21-cm-Mörser 16                              | 11.100 m   | 393   |                                                                   | 1916       | |
| 21-cm-Mörser 18                              | 16.700 m   | 565   | 18-t-Zugmaschine FAMO SdKfz 9                                     | 1939       | ersetzte den langen 21-cm-Mörser 1916 als Standardgeschütz der schweren Heeres-Artillerie-Abteilungen |
| 21-cm-Wurfmörser 69                          | 6.400 m    | 243,6 |                                                                   | 1944       | Rüstungsnotprogramm für Volks-Artillerie-Korps                                                        |
| 22-cm-Mörser(p)                              | 14.200 m   | 500   |                                                                   | 1939       | polnisches Beutegeschütz                                                                              |
| 22-cm-Kanone 532(f)                          | 22.800 m   | 766   |                                                                   | 1940       | französisches Beutegeschütz, zur Küstenverteidigung eingesetzt                                        |
| 24-cm-Kanone 3                               | 37.000 m   | 970   | Transport in sechs Lasten zu insgesamt 86.000 kg mit Zugmaschinen | 1939       | eingesetzt bei der I.s.ArtAbt 84                                                                      |
| Schwere 24-cm-Kanone(t)                      | 29.875 m   | 799   |                                                                   | 1938       | tschechisches Beutegeschütz, Einführung 1916, eingesetzt bei der II.s.Art.Abt.84                      |
| 28-cm-Mörser 601(f)                          | 10.950 m   | 418   | Transport in vier Lasten mit Zugmaschinen                         | 1940       | französisches Beutegeschütz, Einführung 1914                                                          |
| 30,5-cm-Mörser(t)                            | 16.700 m   |       |                                                                   | 1938       | tschechisches Beutegeschütz                                                                           |
| 35,5-cm-Haubitze M1                          | 20.850 m   | 575   | Transport in sechs Lasten auf Transportwagen                      | 1939       | sArtAbt 641                                                                                           |
| 42-cm-Gamma-Mörser                           | 14.200 m   | 220   | Bahntransport                                                     | 1912       | |
| 42-cm-Haubitze(t)                            | 14.600 m   | 435   | vier Lasten                                                       | 1914       | |
| 54-cm-Mörser                                 | 10.060 m   | 378   | Vollketten-Selbstfahrlafette                                      | 1941       | |
| Schwerer 60-cm-Mörser auf Sf (Ger. 40/41)    | 06.800 m   | 283   | Vollketten-Selbstfahrlafette                                      | 1940       | |

#### Eisenbahn-Artillerie
Zur schweren Artillerie gehörte ebenfalls die Eisenbahnartillerie, die überwiegend für die Belagerung fester Plätze (Leningrad, Kiew, Sewastopol) herangezogen wurde und zum Teil direkt dem OKH unterstellt war. 1938 war die Aufstellung der drei Eisenbahn-Batterien 710, 712 und 713 mit jeweils zwei Geschützen geplant.
In den Einsatz gelangten:
1941 (Ostfront):
- Eisenbahn-Artillerie-Batterie 701(2 Geschütze), 2./Eisenbahn-Artillerie-Abteilung 725 (1 Geschütz, Heeresgruppe Süd)
- Eisenbahn-Artillerie-Batterien 710, 712, 713, 765 (je zwei Geschütze, Heeresgruppe Mitte)

1944 (Atlantikwall, Italien):
- Eisenbahn-Artillerie-Batterien 686, 688, 710, 712, 713, 749 und 765

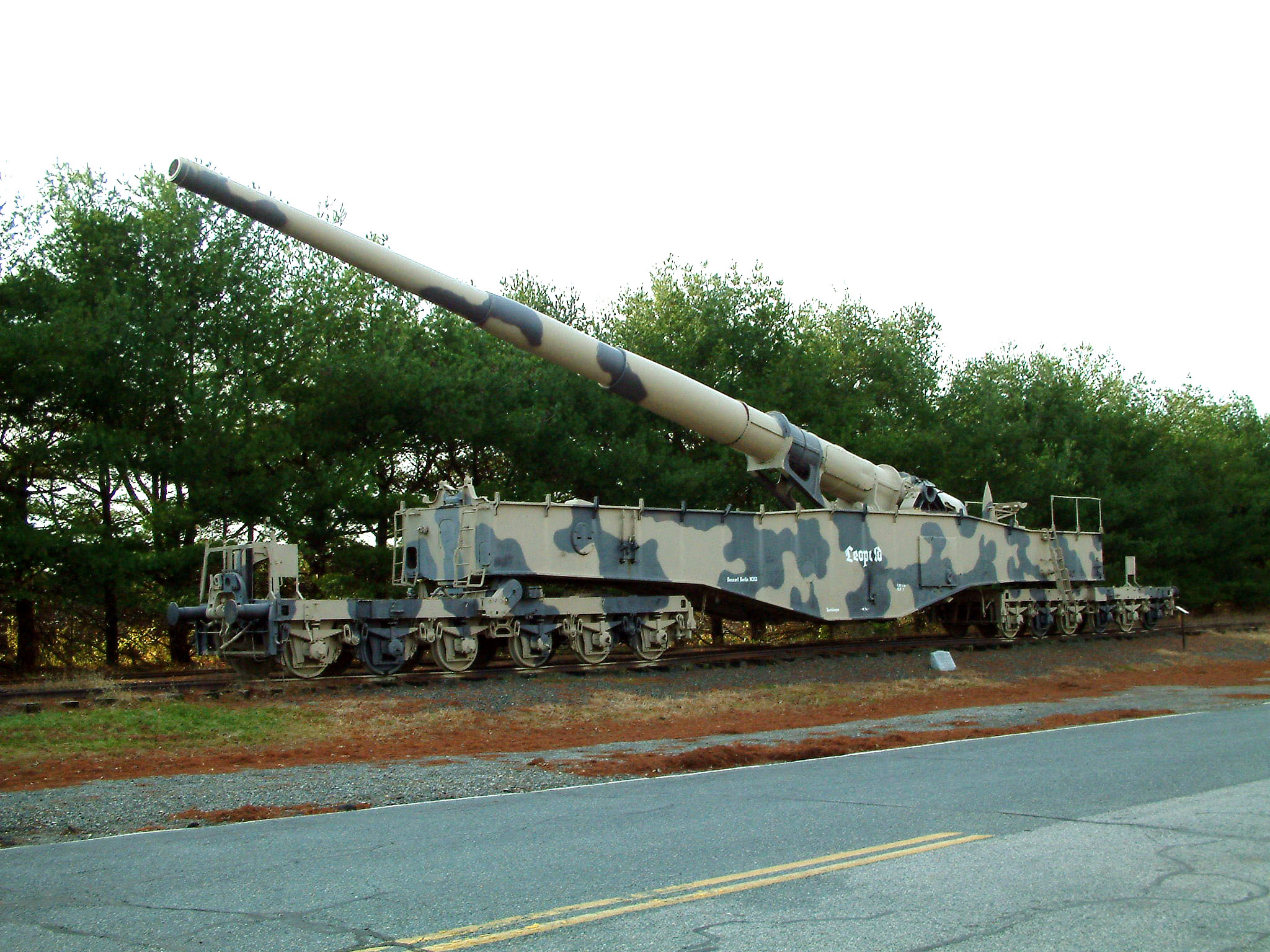
28-cm-Kanone 5
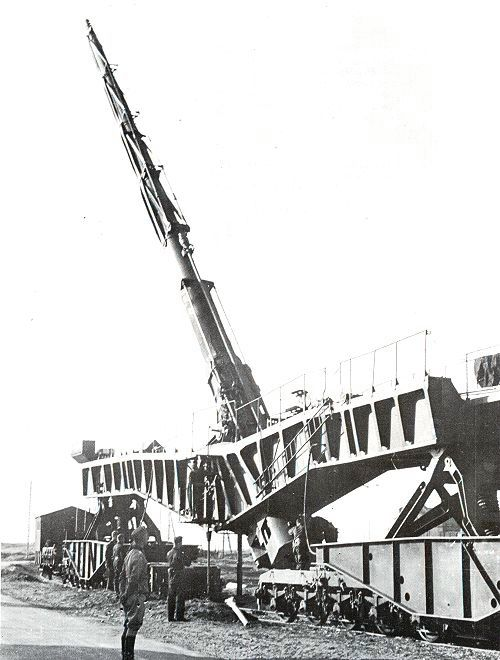
21-cm-Kanone 12
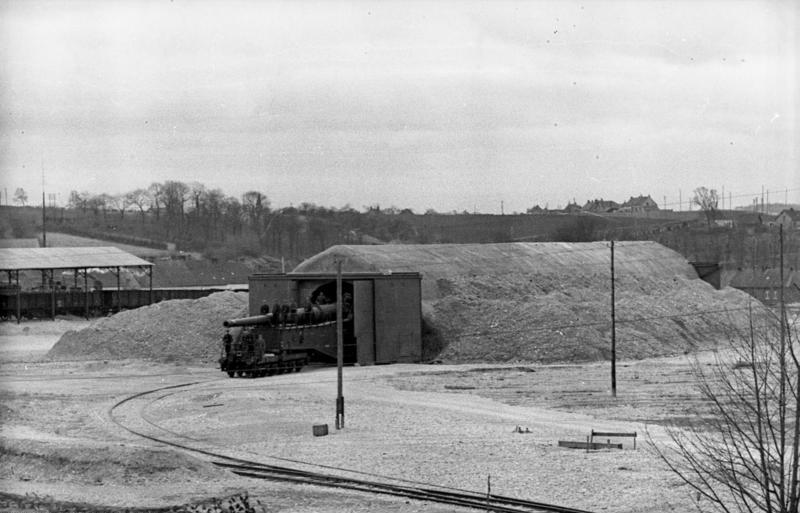
Am Atlantikwall bereitgehaltenes Eisenbahngeschütz
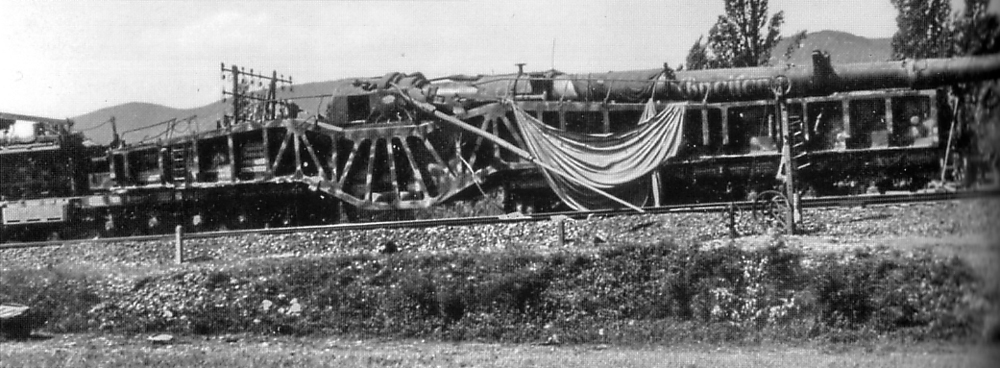
Das 1944 von US-Bombern im Rhonetal zerstörte 38-cm-Geschütz „Siegfried“
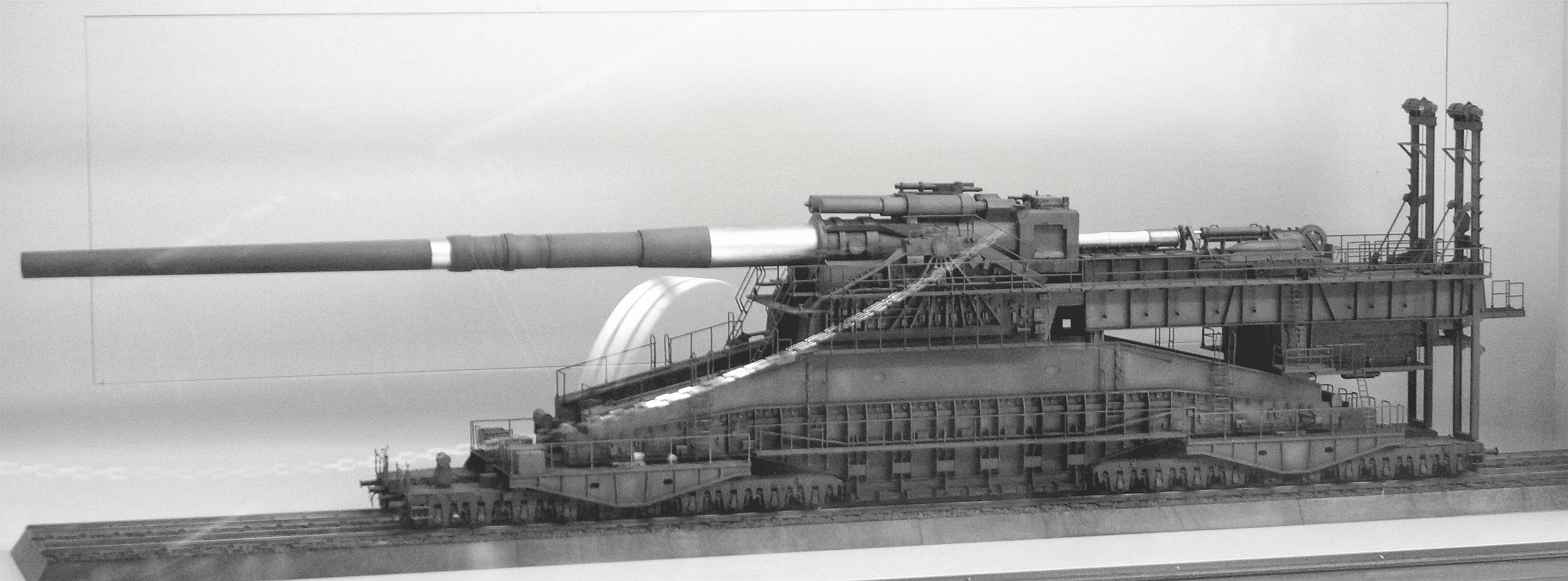
80-cm-Eisenbahngeschütz „Dora“ (Modell)
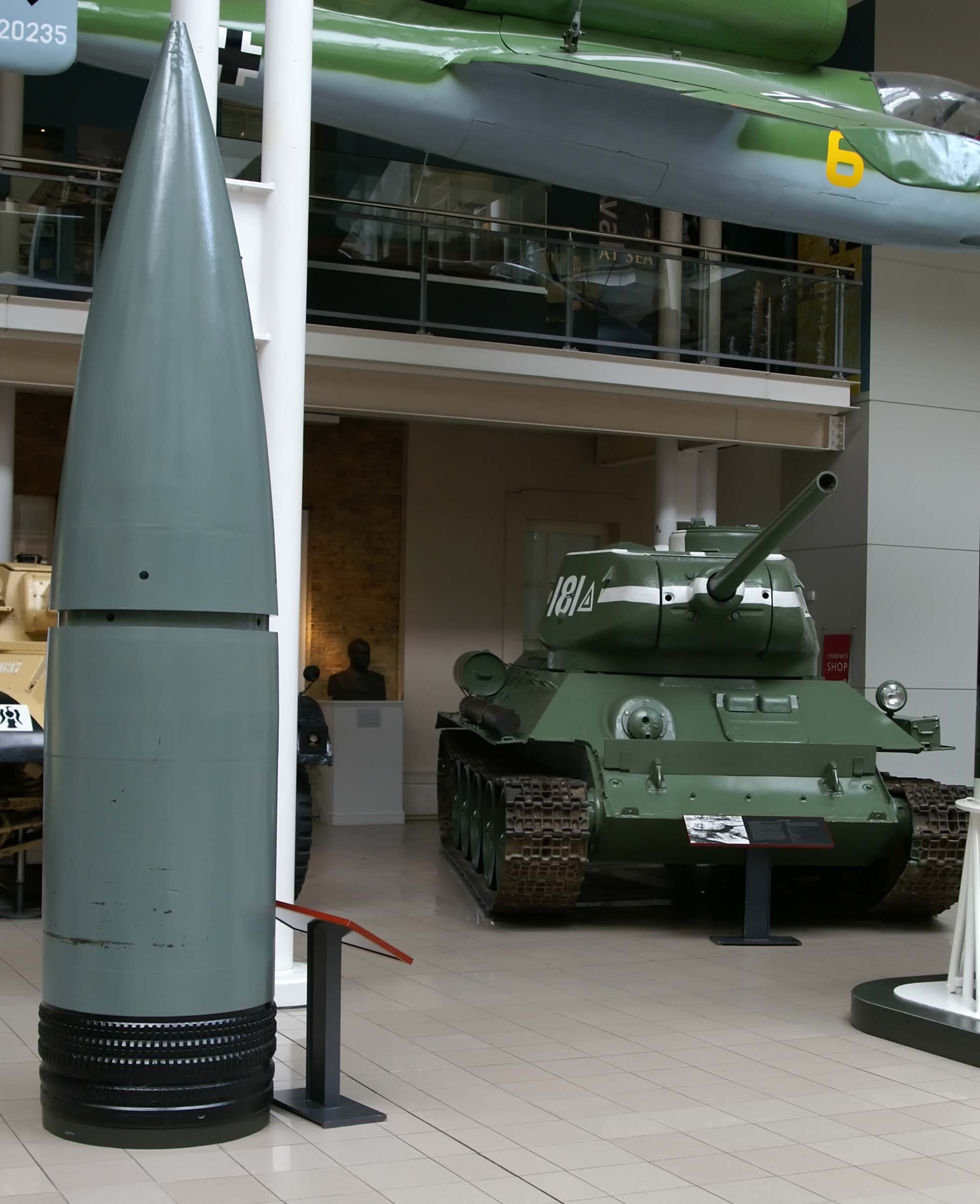
80-cm-Granate der „Dora“ im Größenvergleich neben einem Panzer

Waffensysteme
| Kaliber/Typ                    | Reichweite | V0    | Zugmaschine | Einführung | Bemerkung |
| ------------------------------ | ---------- | ----- | ----------- | ---------- | --- |
| 15-cm-Kanone (E)               | 022.500 m  | 805   | 8–18        |            | Eisenbahn-Artillerie-Batterie 655                                                                                                  |
| 17-cm-Kanone (E)               | 026.100 m  | 860   |             |            | Eisenbahn-Artillerie-Batterien 717, 718                                                                                            |
| 20-cm-Kanone (E)               | 036.400 m  | 925   | 8           |            | |
| 20,3-cm-Kanone (E)             | 036.400 m  | 925   |             | 1940       | |
| 21-cm-Kanone 12 (E)            | 115.000 m  |       | 2           | 1939/40    | Eisenbahn-Artillerie-Batterie 701                                                                                                  |
| 24-cm-Kanone Theodor (E)       | 026.750 m  | 810   | 3           |            | |
| 24-cm-Kanone Theodor-Bruno (E) | 020.200 m  |       | 6           |            | Eisenbahn-Artillerie-Batterien 664, 674 und 722                                                                                    |
| 28-cm-Kanone Kurze Bruno (E)   | 029.500 m  | 820   | 8           |            | |
| 28-cm-Kanone Lange Bruno (E)   | 028.500 m  | 865   | 3           |            | |
| 28-cm-Kanone Schwere Bruno (E) | 029.400 m  | 745   | 2           |            | |
| 28-cm-Kanone Neue Bruno (E)    | 046.600 m  | 995   | 3           |            | |
| 28-cm-Kanone T 7(E)            | 086.500 m  | 1.130 | 3           |            | Weiterentwicklung des Prototyps T 10 (E)                                                                                           |
| 28-cm-Kanone T 7(E), 5 V (E)   | 086.500 m  | 1.130 | 3           |            | Weiterentwicklung des Prototyps T 10 (E)                                                                                           |
| 28-cm-Kanone 5 (E)             | 062.400 m  | 1.420 | 3           | 1944       | Weiterentwicklung für weitreichendes „Peenemünder Pfeil-Geschoß PPG“                                                               |
| 38-cm-Kanone Siegfried (E)     | 055.000 m  | 805   | 6           | 1942       | Eisenbahn-Artillerie-Batterien 698 und 686                                                                                         |
| 80-cm-Kanone (E)               | 037.000 m  | 820   | 1           | 1942       | Für den Betrieb der Kanone, einschließlich der Kräfte für den Auf- und Abbau sowie zur Sicherung, wurden etwa 4.400 Mann benötigt. |

Panzerzüge gehörten nicht zur Artillerie, sondern waren der Pioniertruppe, ab 1943 der Panzertruppe zugeordnet.

#### Küstenartillerie
In Ergänzung zu den 840 Batterien der Marine-Küstenartillerie, die zur Sicherung gegen alliierte Landungsoperationen vor allem entlang der Atlantikküste von Lappland bis Südfrankreich stationiert waren, wurden durch die Artillerietruppe etwa 4.000 Geschütze an den Küsten aufgestellt, verteilt auf 144 Küsten-Artillerieabteilungen, 296 Batterien und 47 Festungs-Abteilungen. Die ortsfeste Stationierung erforderte zusätzliche Sicherung durch Flak gegen Luftangriffe und Installation von Vernebelungsanlagen; gegen Infanterieangriffe von Landseite waren die Küsten-Batterien allerdings nahezu wehrlos.
Verwendet wurde eine Vielzahl unterschiedlicher Geschütztypen, darunter zahlreiche Beute- und Schiffsgeschütze, zum Teil in festungsartigen Bunkereinrichtungen und Kasematten.

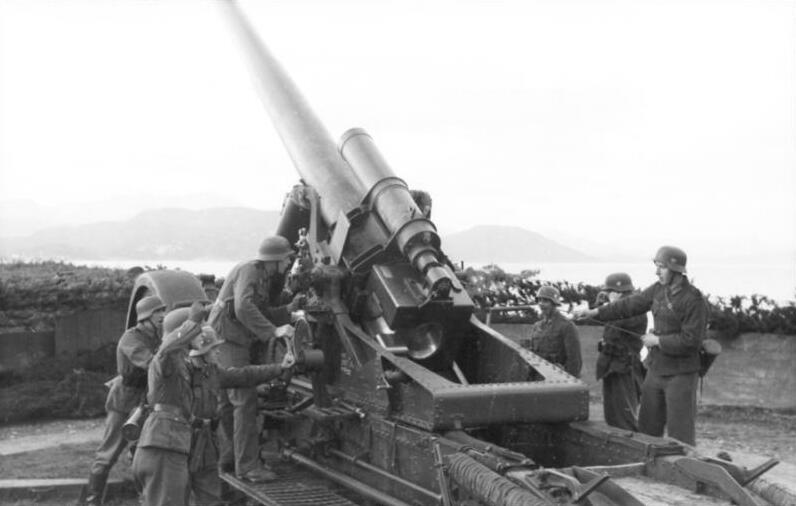
21-cm-schwerer Mörser 18 einer Küstenbatterie am Polarkreis, Lappland 1941
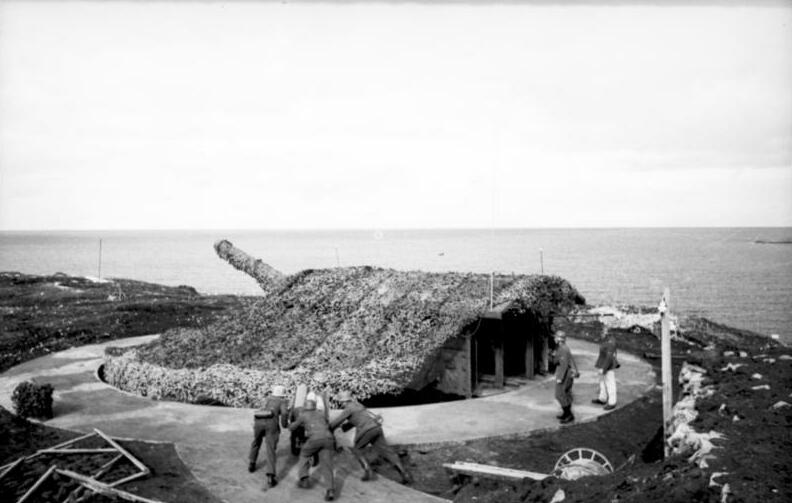
Küstenbatterie in Norwegen 1943
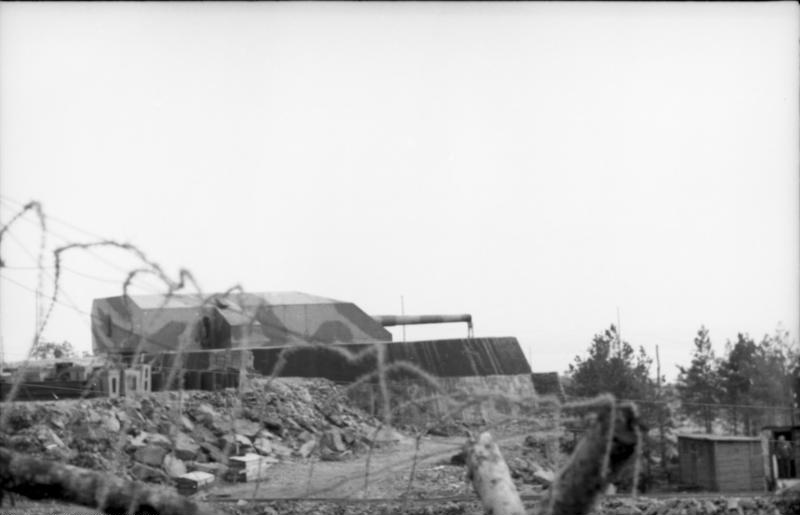
38-cm-Schiffkanone C/34 an der norwegischen Küste
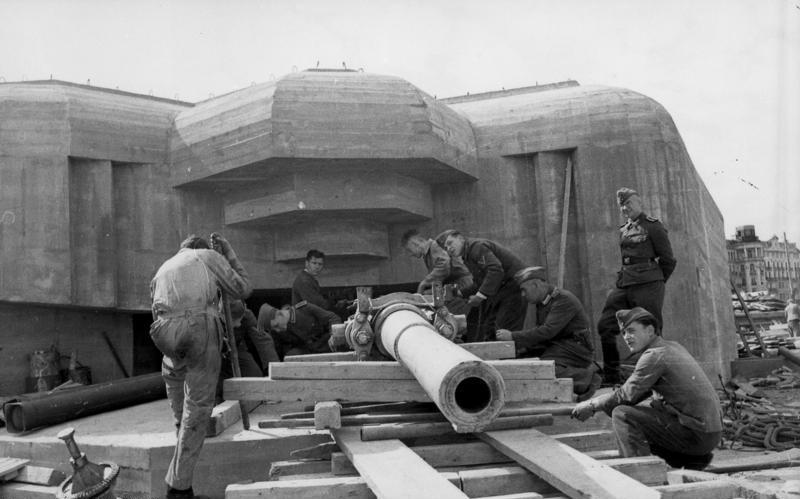
Geschützbunker in Nordfrankreich, 1943
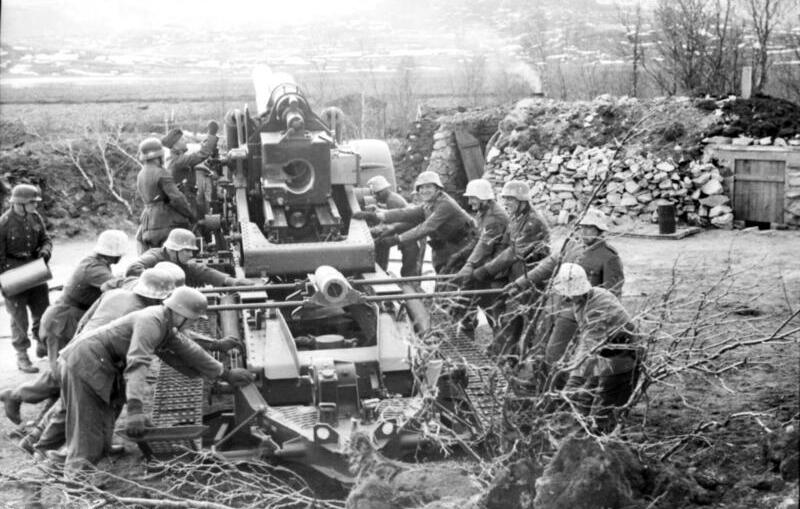
Heeres-Küsten-Batterie 4./974 Straumöy-Süd, 1943
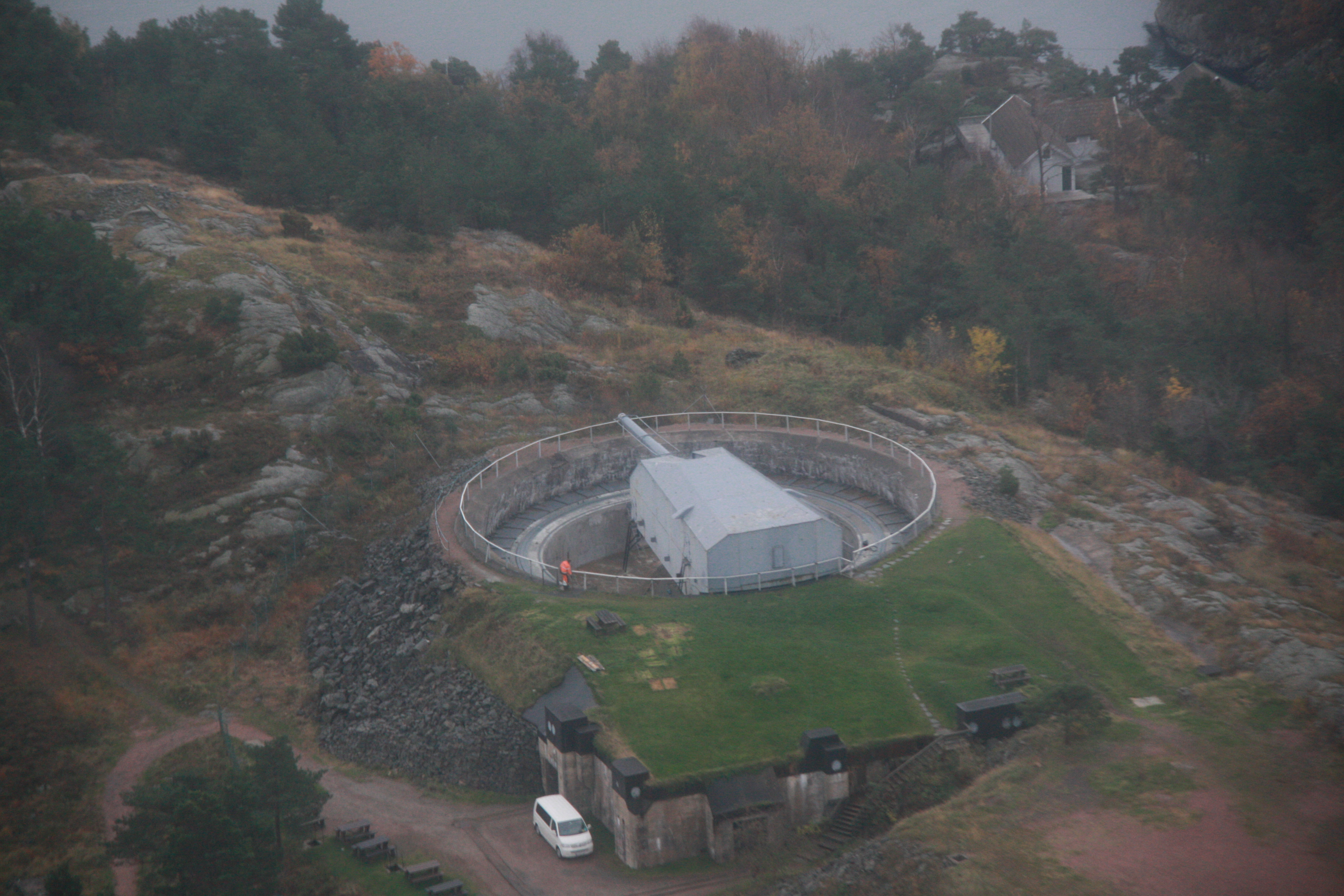
Erhaltene Küstenbatterie bei Kristiansand

## Beobachtende Artillerie

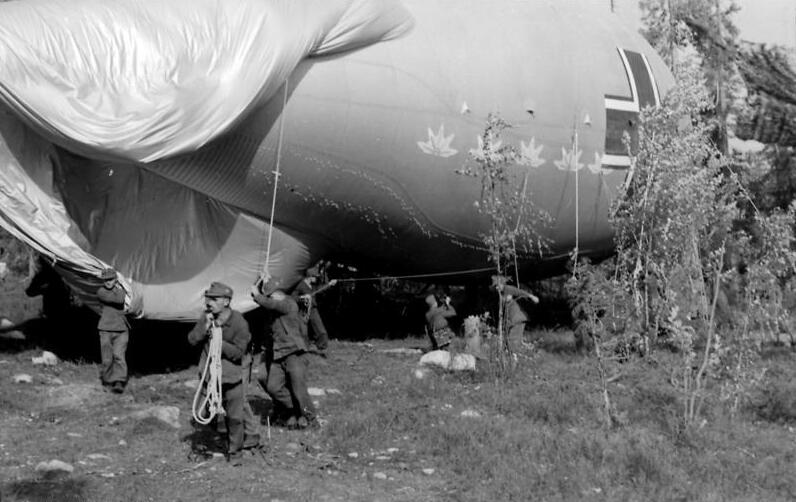
Vorbereitung eines Fesselballons, Lappland 1941

Neben den VB zur unmittelbaren Feuerunterstützung der Kampftruppe verfügte die Artillerietruppe für den „Allgemeinen Feuerkampf“ der schweren Artillerieverbände gegen Feindziele, vornehmlich die feindliche Artillerie, auch über Beobachtungsabteilungen mit Vermessungs-, Lichtmess-, Schallmess- und Ballonbatterien.
Bis 1942 wurden noch wie im Ersten Weltkrieg durch Feldluftschiffer an Seilwinden befestigte Fesselballons zur Artilleriebeobachtung eingesetzt. Danach wurden nur noch Nahaufklärungsflugzeuge wie Fi 156 Storch, FW 189 Uhu und HS 126 für die Luftbeobachtung eingesetzt.
Arbeiteten die Ballon-Batterien mit Luftbeobachtern, die ähnlich wie die VB Feindziele per Augenbeobachtung orteten und meldeten, so setzten Schall- und Lichtmess-Batterien aufwändige technische Verfahren zur Zielortung ein.

### Schallmesstruppe
Beim Schallmessverfahren wurde parallel mit an verteilten Geländepunkten aufgestellten Mikrofonen die Abschussdetonation feindlicher Geschütze aufgezeichnet und zeitlich präzise abgeglichen. Nah an der HKL eingesetzte Vorwarner alarmierten die Messstellen, welche daraufhin mit Mikrophonen den Knall aufnahmen. Aus den verschiedenen Messzeitpunkten ließ sich anhand der Schallgeschwindigkeit die gegnerische Feuerstellung ermitteln und als Zielmeldung an die Feldartillerie weitergeben.

### Lichtmesstruppe
Ähnlich war das Prinzip der Lichtmessung, das bereits 1915 entwickelt worden war. Jede Lichtmessbatterie verfügte über fünf Beobachtungsgruppen, die an der HKL verteilt den Detonationsblitz feuernder Feindgeschütze anpeilten und auf die Karte übertrugen. Aus dem Gesamtbild ergab sich nun ein graphisches Fehlermehreck, in dessen Mitte die feindliche Batterie geortet und dann zerschlagen oder niedergehalten werden konnte.

### Wetter- und Kartendienst
Neben der Aufklärungskomponente verfügten die Beobachtungsabteilungen auch über einen Wetter-Zug, der alle zwei bis drei Stunden die Wetterdaten, bezeichnet als „Barbara-Meldung“, benannt nach der Heiligen Barbara, der Schutzpatronin der Artilleristen, an die Artillerieverbände übermittelte, damit die aktuellen „Besonderen- und Witterungseinflüsse“ in den Feuerleitstellen bei der Berechnung der Feuerkommandos berücksichtigt werden konnten. Außerdem versorgte der Karten-Zug die Artillerieverbände mit dem notwendigen Kartenmaterial.

## Zugmaschinen
Der Großteil der Artillerieverbände war pferdebespannt, dennoch kam der Motorisierung im beweglich geführten Gefecht zunehmende Bedeutung zu. Die wichtigsten Einsatzfahrzeuge waren:
- VW-Kübelwagen, Einheits-PKW, leichte und mittlere LKW unter anderem der Typen Krupp L2H43, Opel Blitz, Ford, Borgward, Mercedes, zum Teil mit Kastenaufbau und Funkrüstsätzen, als Führungs-, Fernmelde- und Versorgungsfahrzeuge
- insbesondere an der Ostfront Raupenschlepper Ost, Halbketten-LKW Maultier (Sd.Kfz. 3a/3b) sowie leichte Zugmaschinen 1-t (Sd.Kfz. 10) und 3-t (Sd.Kfz. 11)
- mittlere Zugmaschinen 5-t (Sd.Kfz. 6), zum Beispiel als Zugmittel für leichte und 8-t (Sd.Kfz. 7) für schwere Feldhaubitzen und schwere Zugmaschine 18-t FAMO (Sd.Kfz. 9) für schwere Mörser

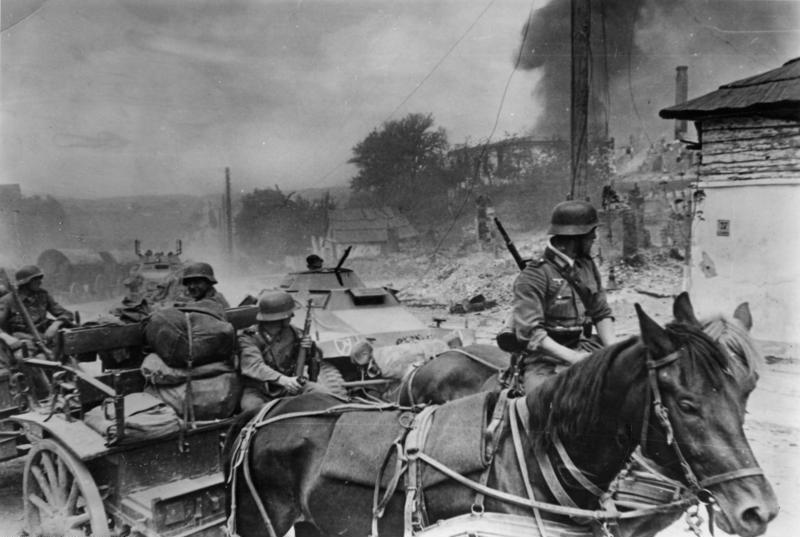
Der größte Teil der Batterien war pferdebespannt
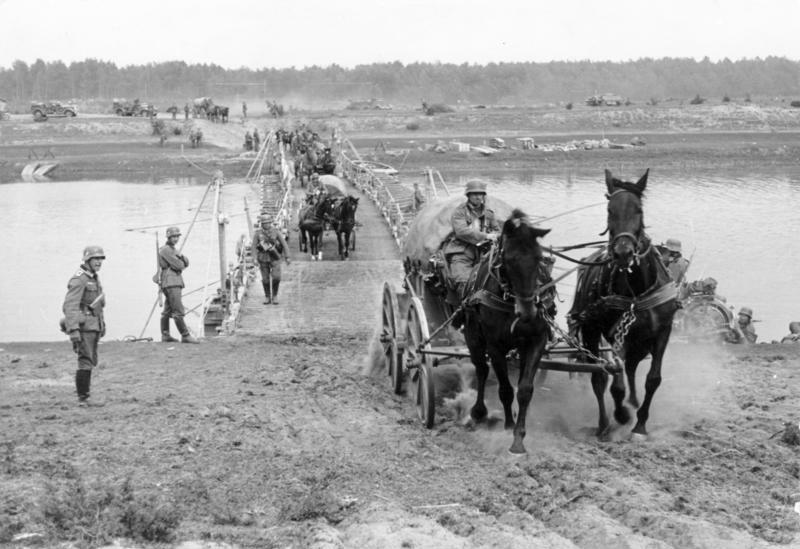
Heeresfeldwagen als typisches Versorgungsfahrzeug der bespannten Artillerie
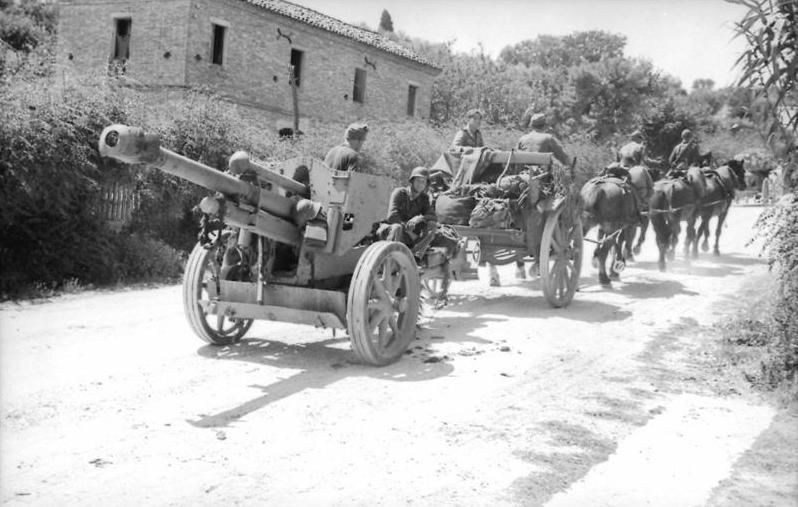
Bespannte Protze mit 10,5-cm leichter Feldhaubitze 18/40
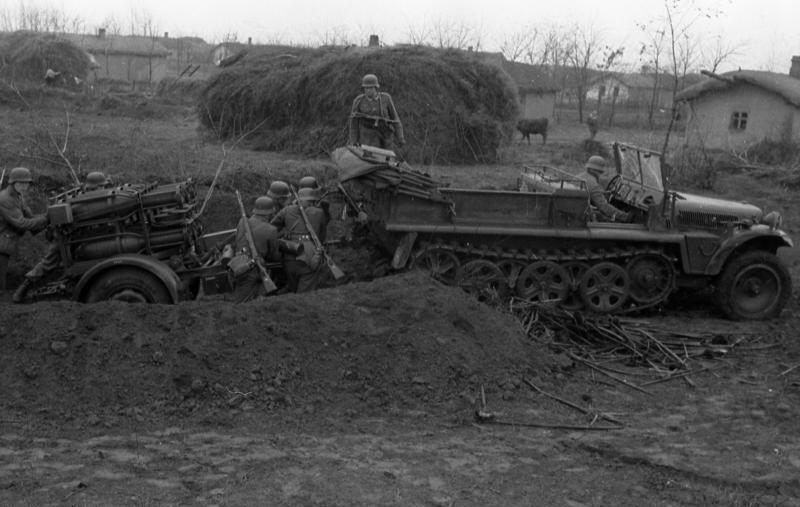
Leichter Zugkraftwagen 1 t (Sd.Kfz. 10) mit schwerem Wurfgerät 41, Ostfront 1942
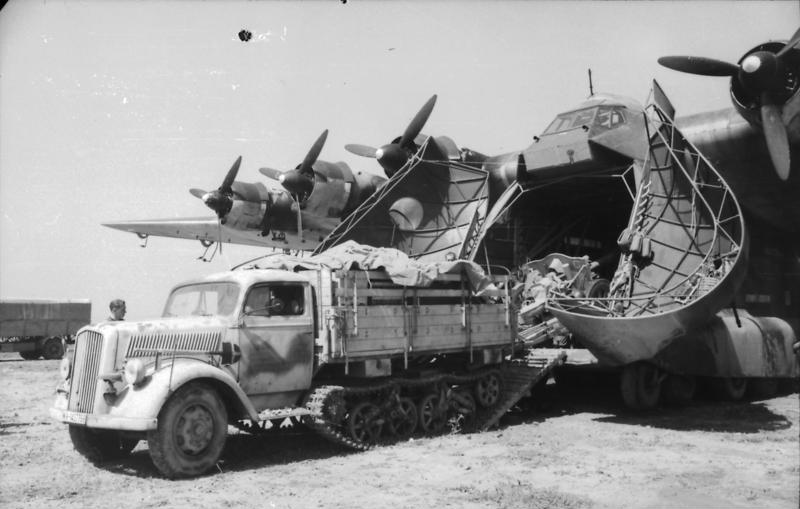
Luftverlasteter Opel Maultier mit lFH 10,5-cm
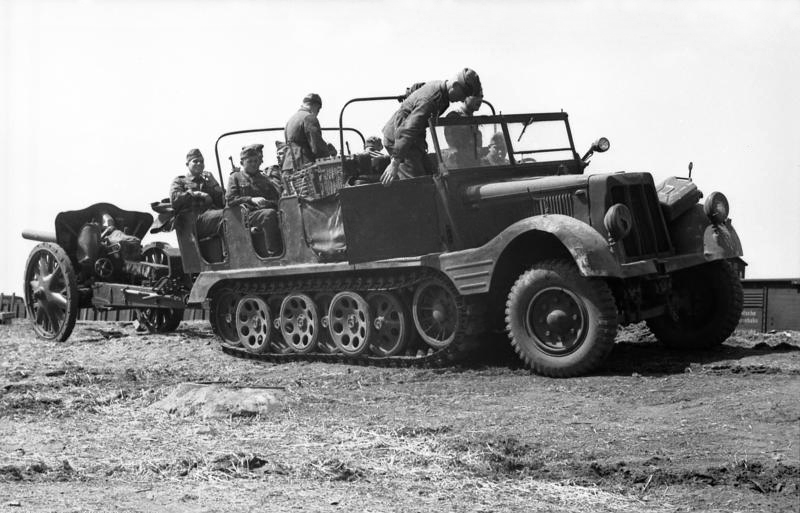
3-t-Zugmaschine mit lFH 10,5-cm, Woronesch, August 1942
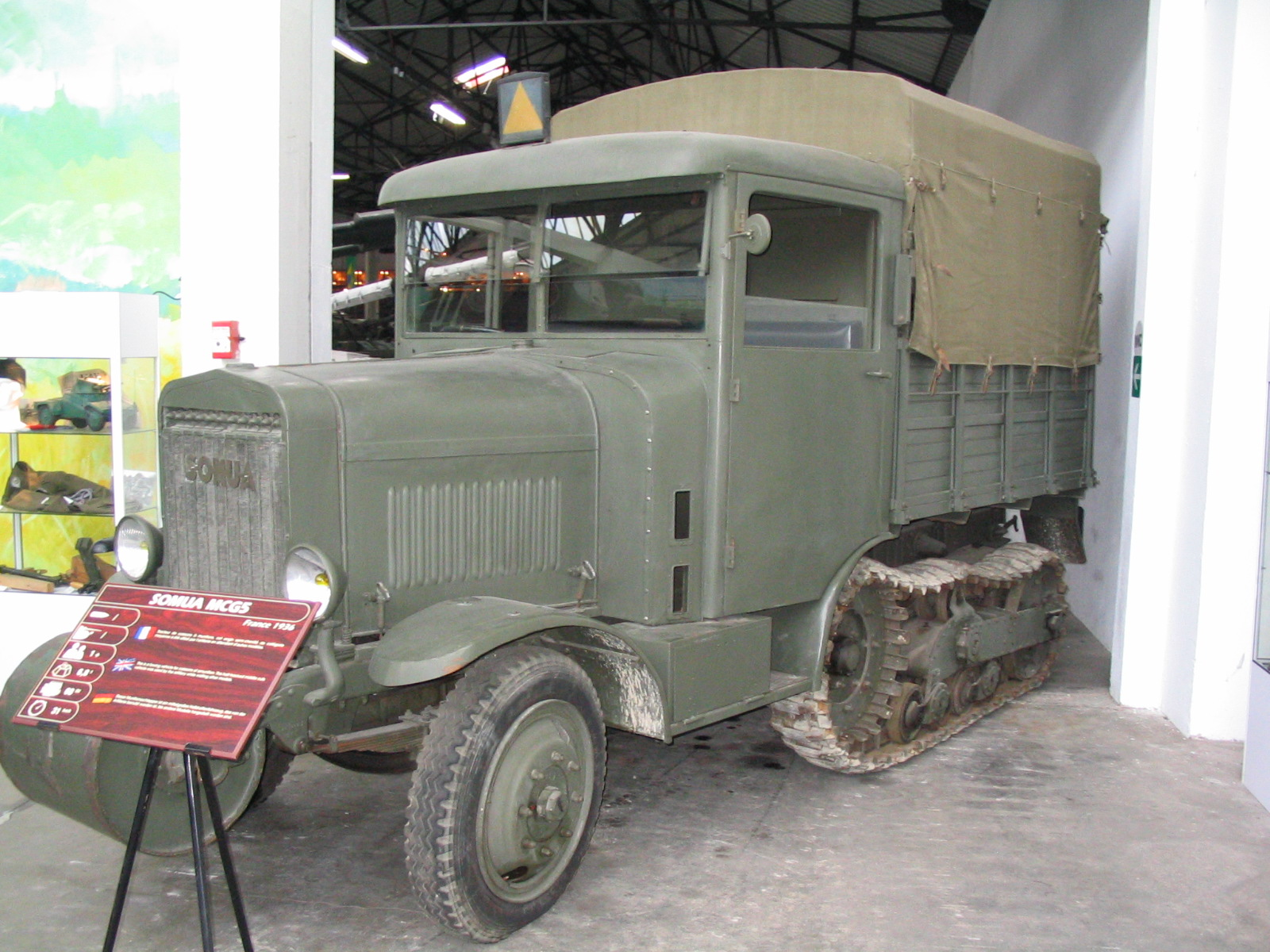
Auch erbeutete Somua-Halbkettenfahrzeuge wurden als Zugmaschinen verwendet
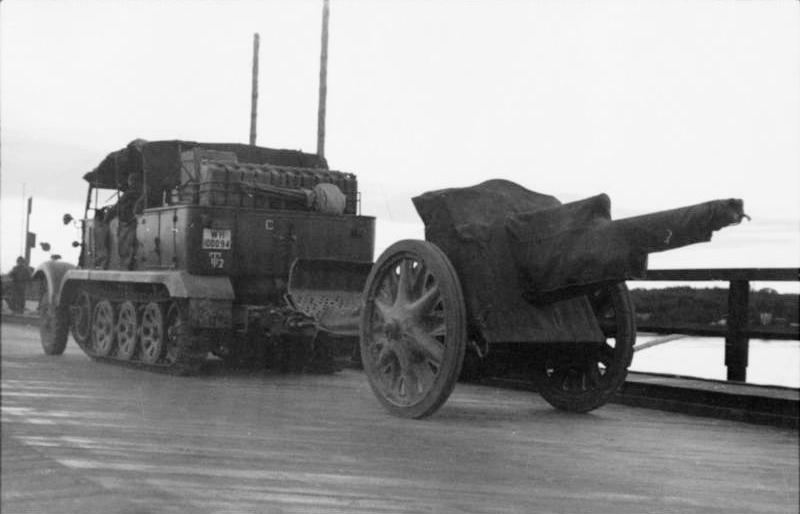
Sd.Kfz. 7 mit Artillerie-Aufbau und angehängtem Geschütz beim Überqueren eines Flusses auf einer Brücke in der Sowjetunion, Sommer 1941
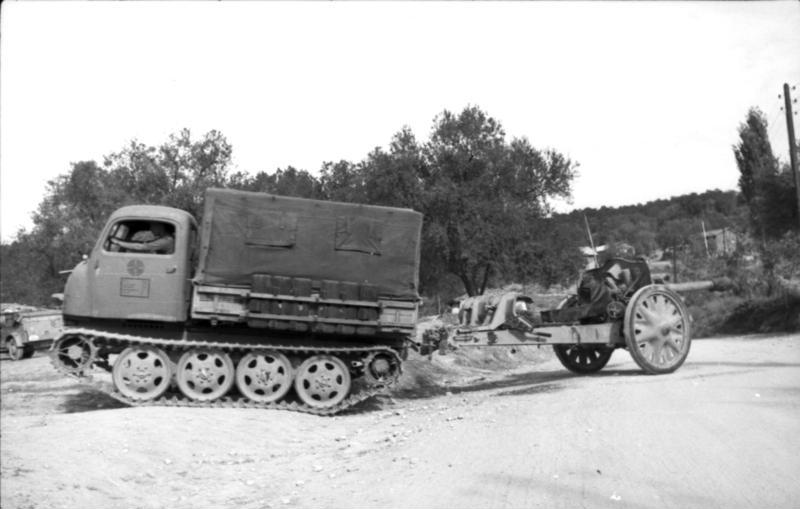
RSO mit 10,5-cm-lFH, Albanien 1943

## Artillerie-Lehrtruppen

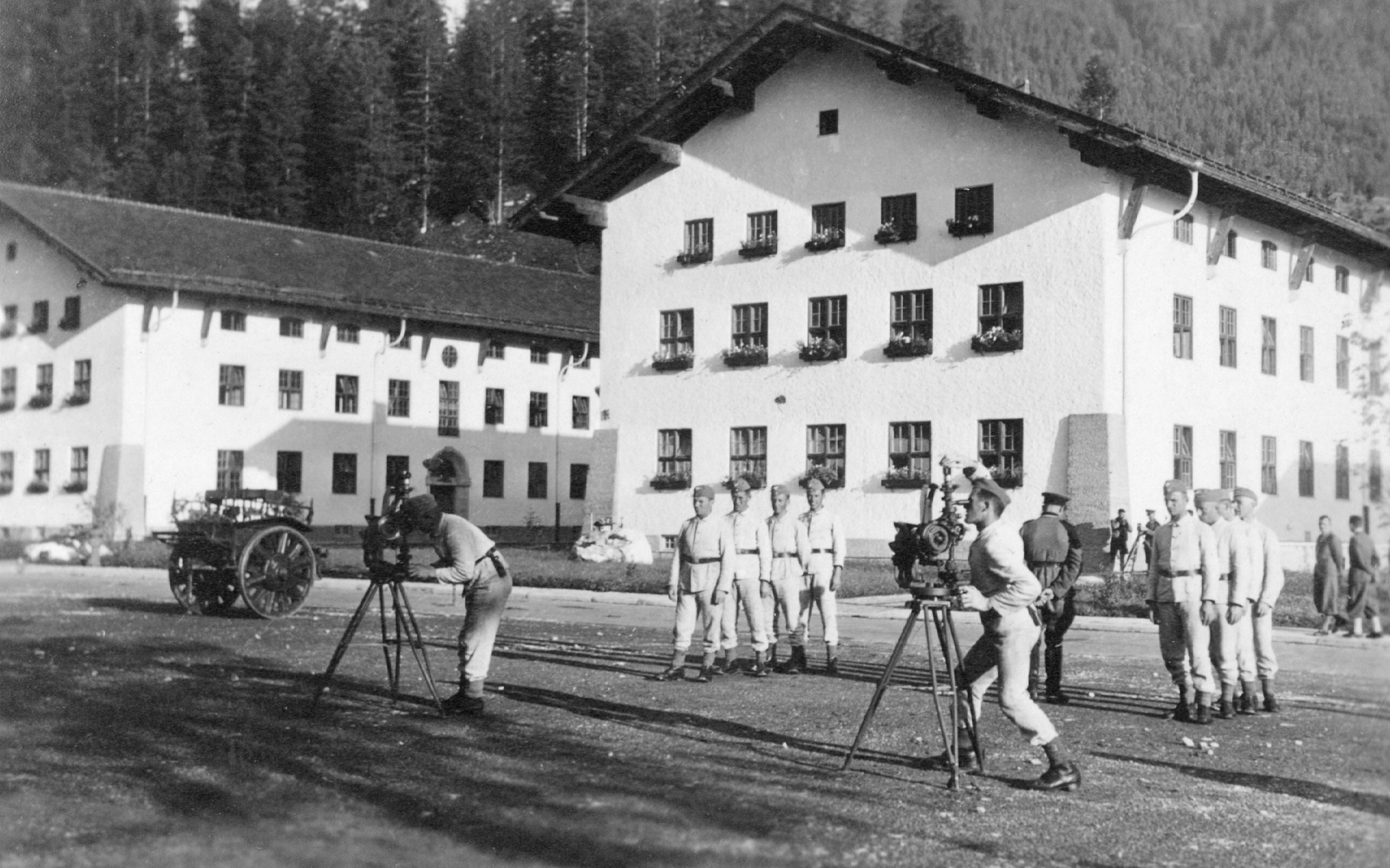
Artillerieausbildung bei der Wehrmacht

| Lehrtruppe                                                          | Stationierungsort      | Zuständigkeit                                                                   |
| ------------------------------------------------------------------- | ---------------------- | ------------------------------------------------------------------------------- |
| Artillerie-Lehr-Regiment 1 (bespannt)                               | Jüterbog und Groß Born | Lehrtruppe der bespannten Artillerie                                            |
| Artillerie-Lehr-Regiment 2 (motorisiert)                            | im Fronteinsatz        | Lehrtruppe der leichten und schweren motorisierten Artillerie                   |
| Artillerie-Lehr-Regiment 3 (motorisiert)                            | Jüterbog und Groß Born | Lehrtruppe der Beobachtungsartillerie, Balloneinheiten und Vermessungseinheiten |
| Artillerie-Lehr-Regiment 4 (motorisiert)                            | Groß Born              | Lehrtruppe der Vermessungs- und Kartentruppen                                   |
| Artillerie-Lehr-Regiment 5                                          | Groß Born              | Lehrtruppe der Panzer und motorisierten Artillerie                              |
| Sturm-Artillerie-Lehr Abteilung/Brigade                             | Burg                   | Lehrtruppe der Sturmartillerie                                                  |
| Heeres-Flakartillerie-Lehr-Abteilung                                | Perik und Schongau     | Lehrtruppe der Heeresflakartillerie                                             |
| Lehr- und Ersatzabteilung für Eisenbahnartillerie (motorisiert) 100 | Rügenwalde             | Lehrtruppe der Eisenbahnartillerie                                              |
| Heeres-Küsten-Artillerie-Lehr-Abteilung 101                         | Rügenwalde             | Lehrtruppe der Heeresküstenartillerie                                           |
| Artillerie-Ausbildungs-Abteilung (teilmotorisiert) 271              | Schneidemühl           | Lehrtruppe für Sonderwaffen                                                     |
| Fernraketen-Lehr- und Versuchs-Batterie 444                         | Peenemünde-Ost         |                                                                                 |

## Abkürzungen
| B-Stelle | Beobachtungsstelle                                                                                           |
| FK       | Feldkanone                                                                                                   |
| Flak     | Flugzeugabwehrkanone                                                                                         |
| GebH     | Gebirgshaubitze                                                                                              |
| Gw       | Gerätewagen                                                                                                  |
| lFH      | leichte Feldhaubitze                                                                                         |
| KwK      | Kampfwagen-Kanone                                                                                            |
| K1–6     | Kanoniere 1–6 der Geschützgruppe                                                                             |
| LG       | Leichtgeschütz                                                                                               |
| OKH      | Oberkommando des Heeres                                                                                      |
| Pak      | Panzerabwehrkanone                                                                                           |
| PzKpfw   | Panzerkampfwagen (Kampfpanzer)                                                                               |
| PzH      | Panzerhaubitze                                                                                               |
| Sf       | Selbstfahrlafette                                                                                            |
| SK       | Schnellladekanone                                                                                            |
| sFH      | schwere Feldhaubitze                                                                                         |
| Sd.Kfz.  | Sonder-Kraftfahrzeug                                                                                         |
| StuG     | Sturmgeschütz                                                                                                |
| StuH     | Sturmhaubitze                                                                                                |
| sIG      | schweres Infanterie-Geschütz                                                                                 |
| VB       | Vorgeschobener Beobachter                                                                                    |
| V0       | Mündungsgeschwindigkeit in Metern pro Sekunde. Eine hohe V0 steigert Treffgenauigkeit und Durchschlagskraft. |